# Danh sách nhạc cụ cổ truyền Trung Quốc

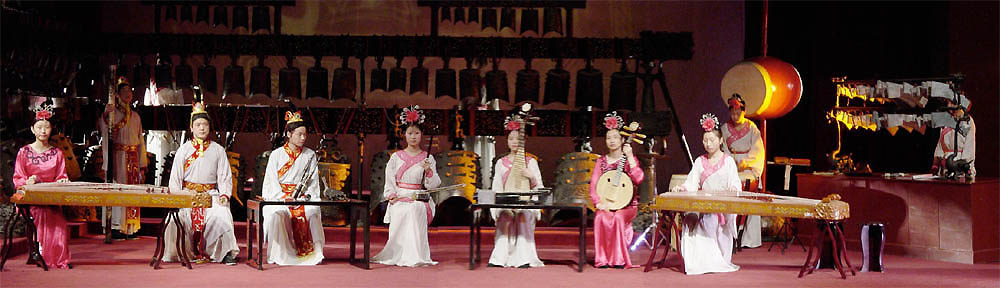
Hình ảnh tái hiện một buổi trình diễn nhạc cụ truyền thống cổ của Trung Quốc (nhã nhạc cung đình nhà Thanh)

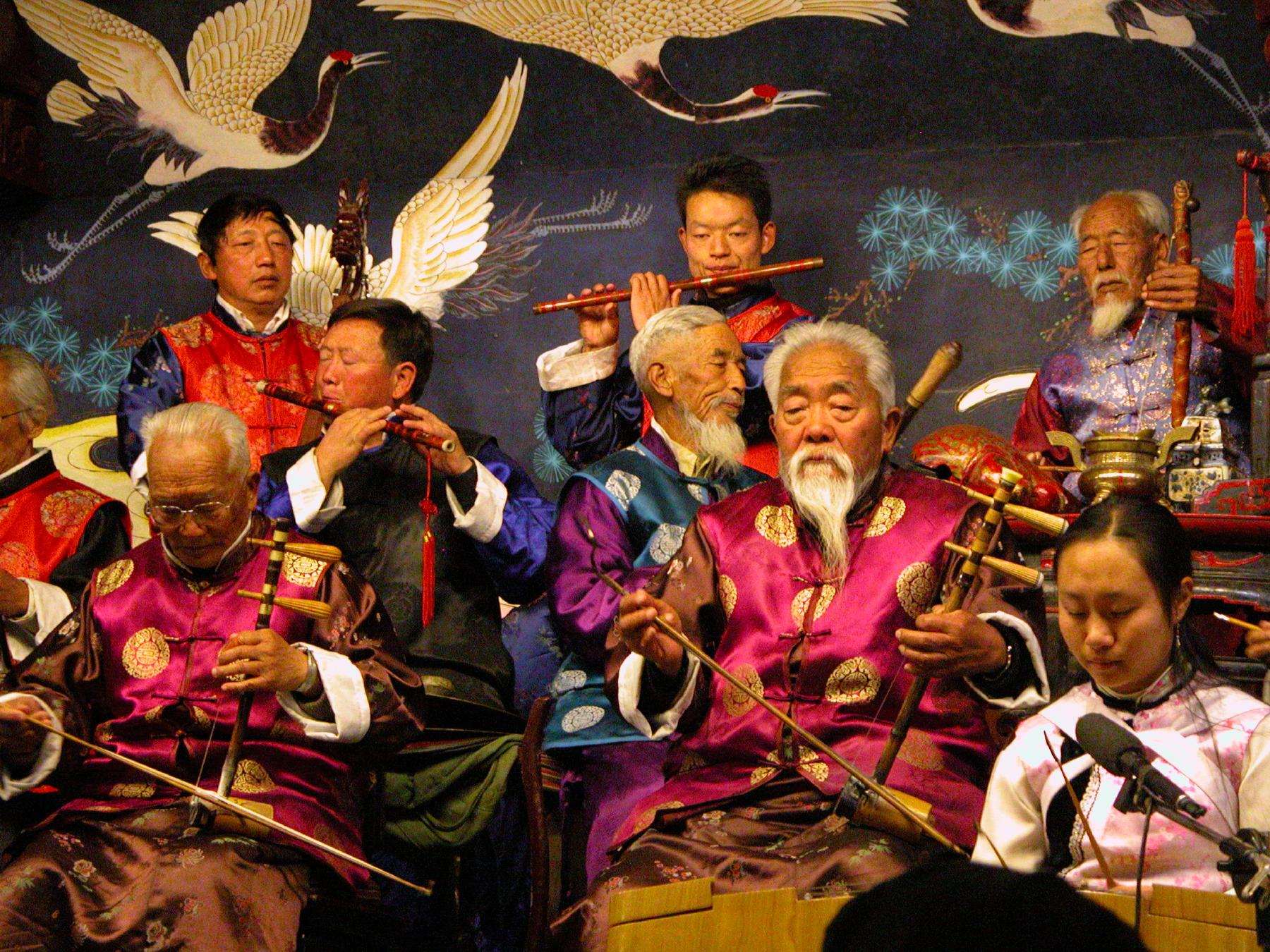
Nhóm nghệ sĩ người Nạp Tây hòa tấu nhạc cụ cổ truyền

Những nhạc cụ cổ truyền Trung Quốc bao gồm rất nhiều loại nhạc khí khác nhau, từ nhạc cụ dây, hơi hay gõ. Chúng được chia làm tám loại nhạc cụ dựa trên chất liệu, tạo nên tám loại âm sắc cho dàn nhạc, được gọi là bát âm (八音). tám loại này bao gồm: kim (nhạc cụ bằng kim loại), thạch (bằng đá), thổ (bằng đất nung), ti (Nghĩa là nhạc cụ có dây; trước đây làm bằng tơ hay gân động vật, sau đó dùng dây bằng thép), trúc (bằng tre, trúc), bào (bầu), cách (da), và mộc (gỗ). Dù vậy, vẫn có những nhạc cụ khác không được xếp vào các loại trên.

## Ti (絲)
Bao gồm hầu hết các nhạc cụ dây. Người Trung Quốc xưa thường dùng tơ để làm dây đàn, khác với ngày nay thường dùng dây kim loại hay nylon. Bao gồm các loại đàn sau:

### Gảy

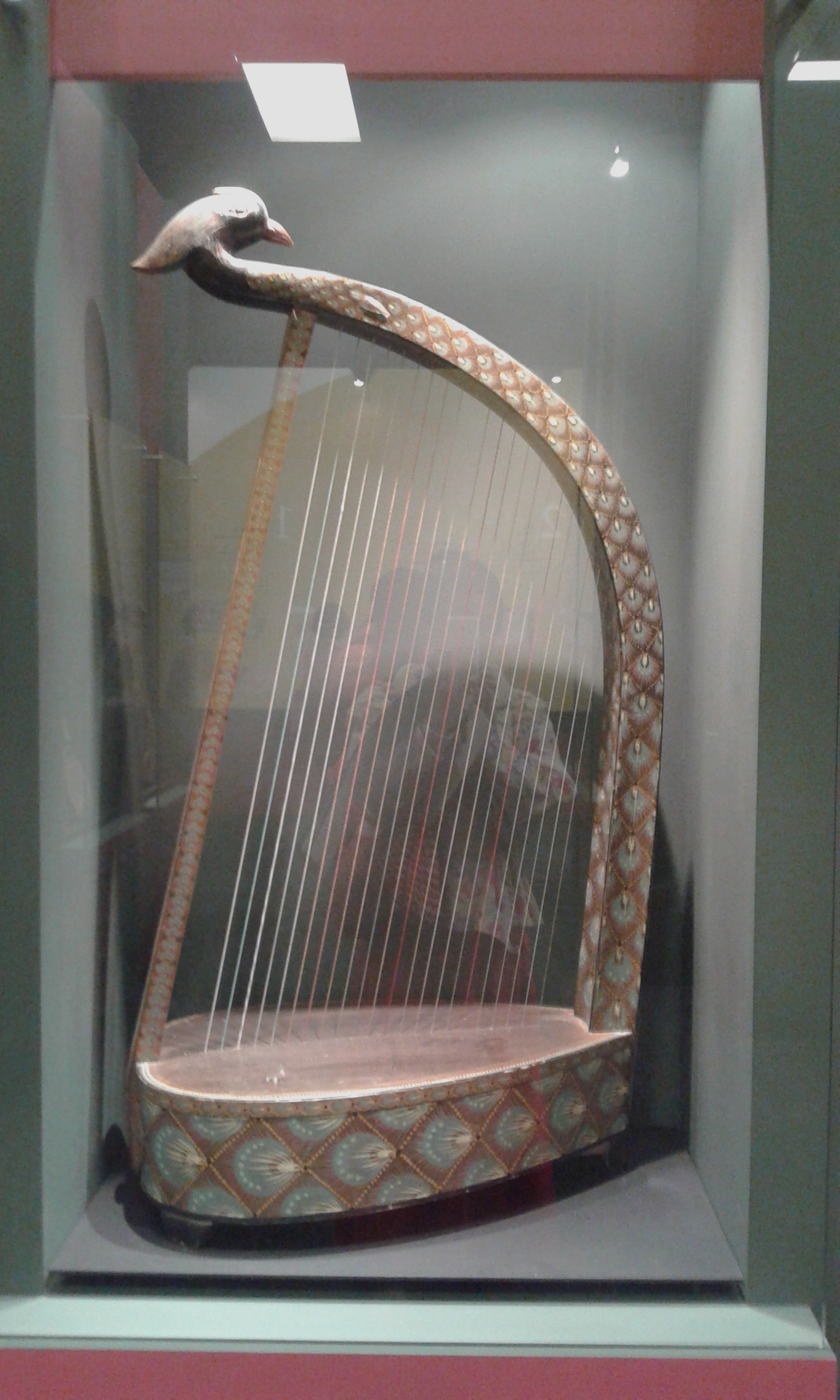
đàn Không Hầu - Trung Quốc

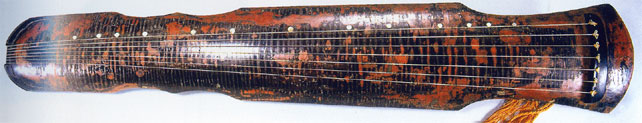
Cây cổ cầm nổi tiếng có từ đời nhà Đường, "Cửu tiêu hoàn bội".

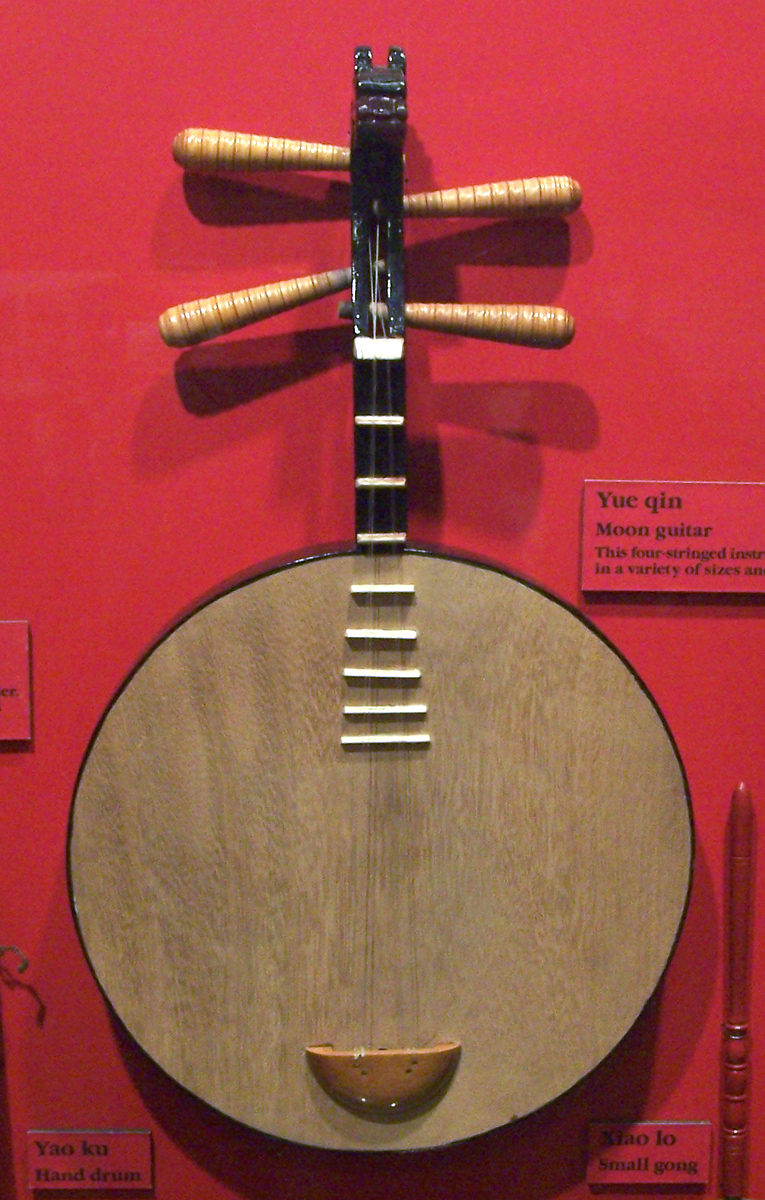
Đàn nguyệt ở một bảo tàng ở Bắc Kinh

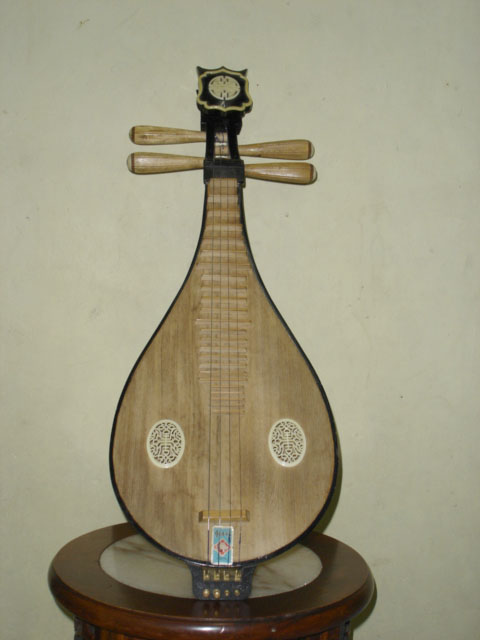
Cây liễu cầm có kích thước nhỏ hơn tỳ bà

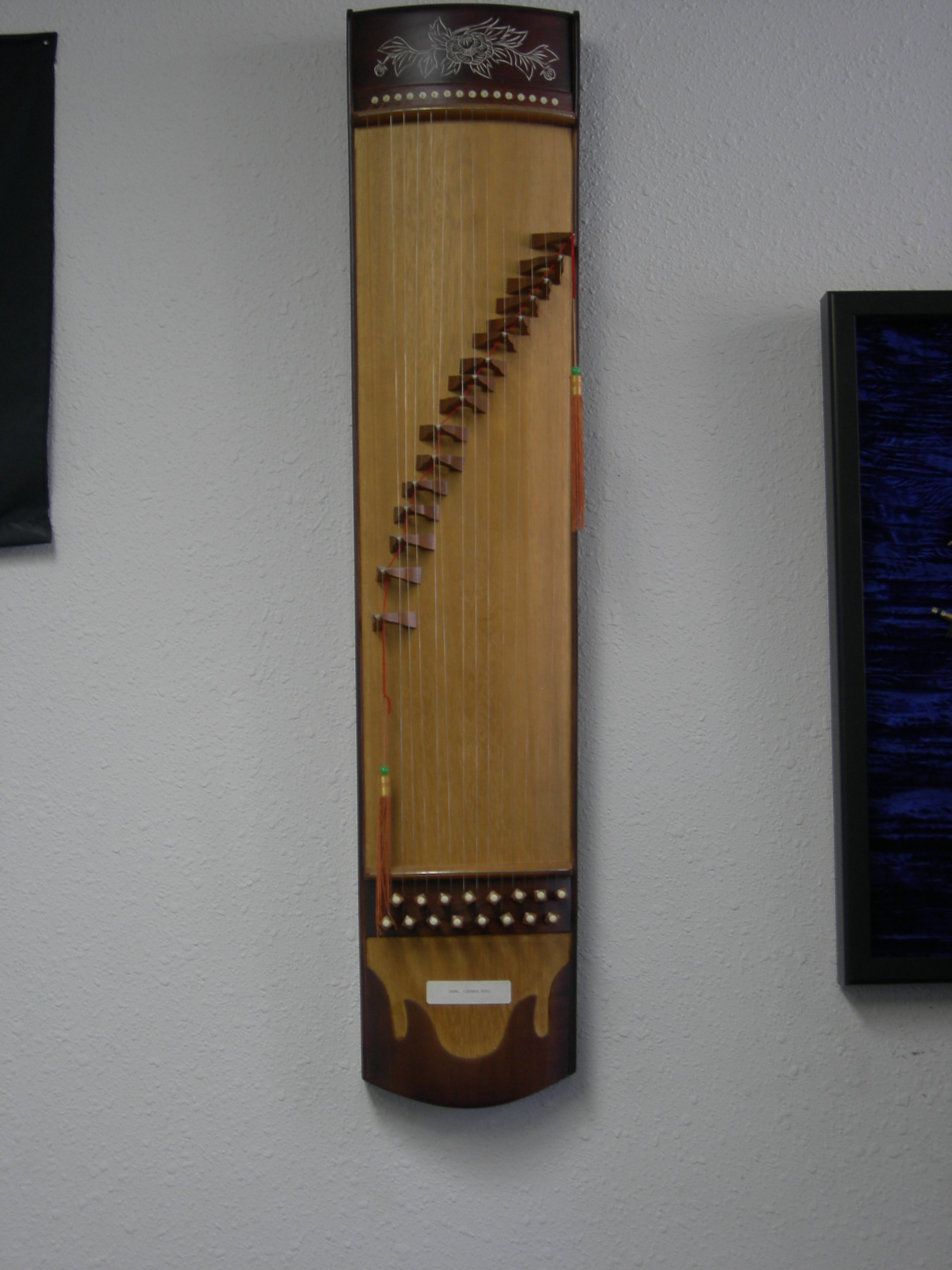
Đàn tranh Trung Quốc - cổ tranh

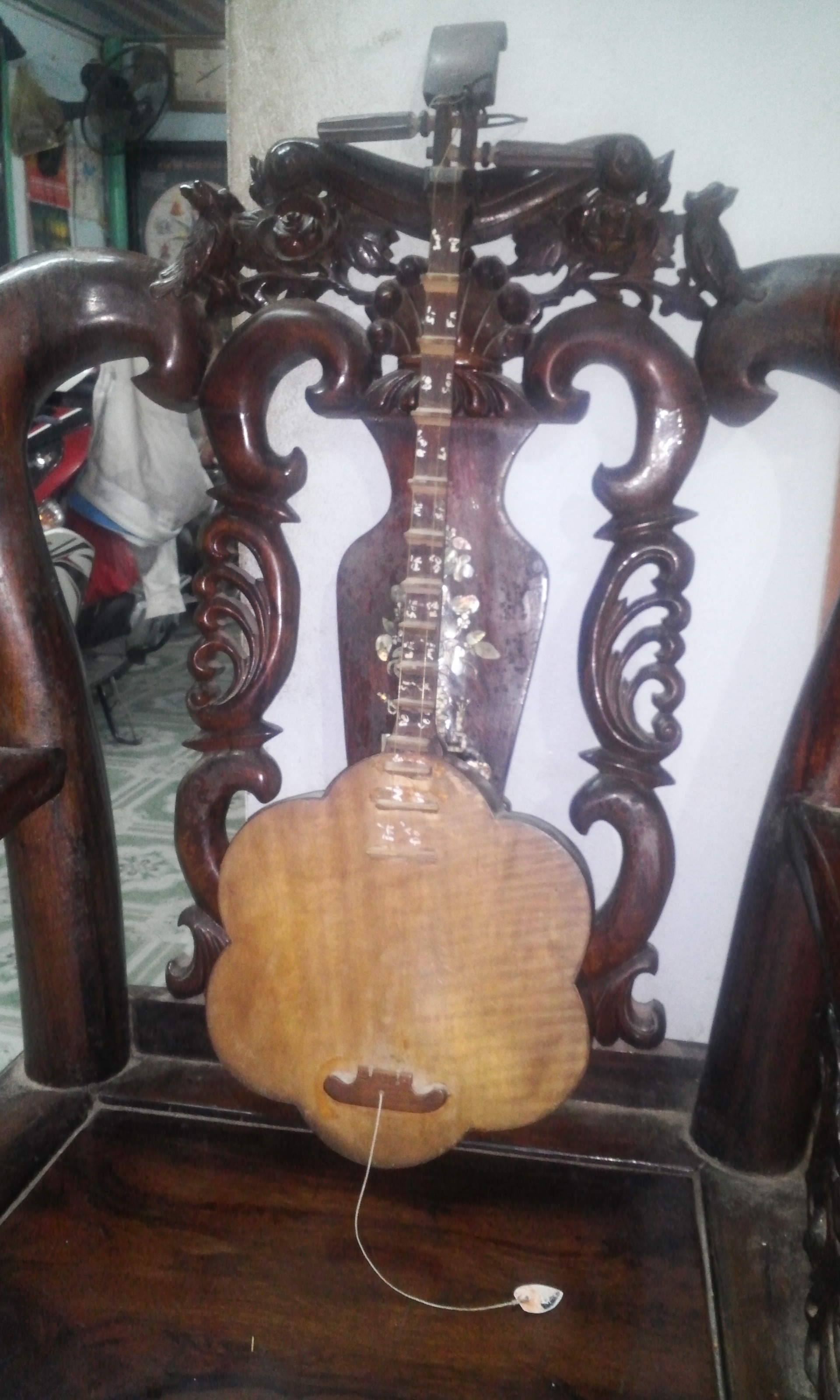
Tần cầm -đàn hoa mai

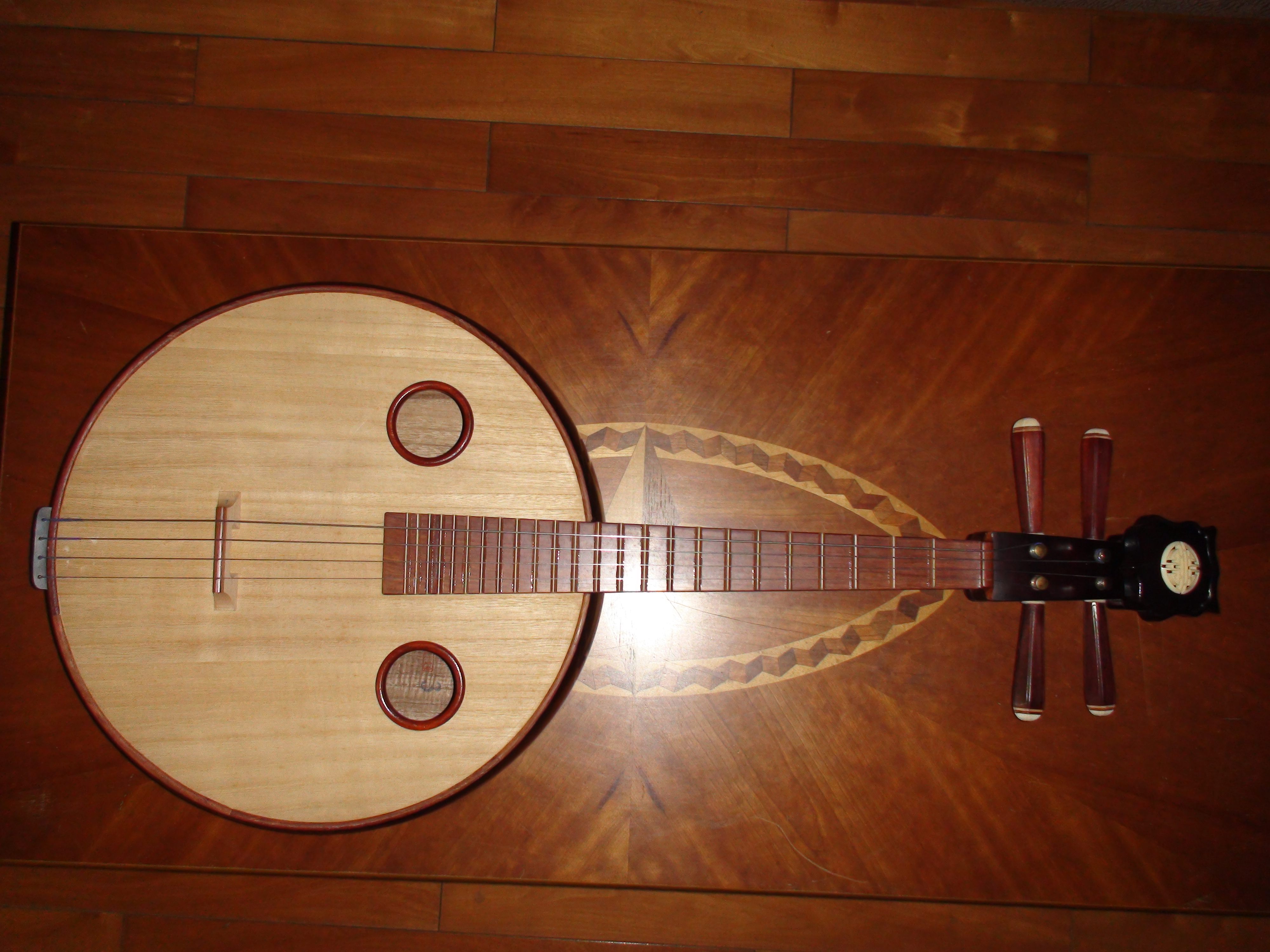
Đàn nguyễn, kích thước lớn hơn đàn nguyệt

- Ngũ huyền cầm (tiếng Trung: 五弦琴; bính âm: Wǔ xián qín): đàn cổ 5 dây, có lẽ là loại cùng họ với cổ cầm (thất huyền cầm)
- Cổ cầm (tiếng Trung: 古琴; bính âm: gǔqín)
- Độc huyền cầm (giản thể: 独弦琴; phồn thể: 獨弦琴; bính âm: dúxiánqín): đàn bầu của người Kinh di cư từ Việt Nam sang Trung Quốc từ khoảng 500 năm trước.
- Sắt cầm (tiếng Trung: 瑟琴; bính âm: sèqín, hay còn gọi là cổ sắt tiếng Trung: 古瑟; bính âm: gǔsè): còn gọi là "thủy tổ" của đàn tranh. Người Việt Nam chúng ta gọi nôm na là đàn tranh 50 dây.
- Đàn tranh (cổ tranh) (古箏)
- Không hầu (箜篌): một loại đàn hạc cổ của Trung Quốc
- Tỳ bà (琵琶): loại đàn hình quả lê bổ đôi, lưng đàn cong, phồng lên ở giữa và làm bằng gỗ cứng. Còn được gọi là đàn lute Trung Quốc.
- Hốt lôi cầm (忽雷琴): gọi tắt là hốt lôi (忽雷) - một loại đàn cùng họ với tỳ bà được tìm thấy trong các ghi chép cổ thời Đường. Vào thời nhà Đường, hốt lôi được sử dụng rộng rãi, có rất nhiều nghệ sĩ biểu diễn trong dân gian và cung đình, theo thời gian, có lẽ tuân theo quy luật chọn lọc tự nhiên, không có loại nhạc cụ nào như vậy ở thời hiện đại. Tất nhiên, sẽ không ai có thể chơi lại loại nhạc cụ này, hai chiếc hốt lôi được trân trọng trong Bảo tàng Cố cung ở Bắc Kinh chỉ có thể nằm yên lặng ở đó, mang đến cho người ta sự tôn kính về nền văn hóa âm nhạc hưng thịnh của triều đại nhà Đường.
- Tô cổ đốc (苏古笃): đàn 4 dây với mặt đàn làm từ da trăn của người Nạp Tây
- Đàn tam (tam huyền) (三弦): đàn 3 dây cỡ nhỏ và trung bình,bọc da trăn.
- Đàn nguyễn (tiếng Trung: 阮; bính âm: ruǎn): loại đàn có thân hình tròn, lớn và là tổ tiên của đàn nguyệt. Nó gồm có 3 loại: Đại nguyễn (nguyễn cỡ lớn 大阮), trung nguyễn (nguyễn cỡ vừa 中阮) và tiểu nguyễn (小阮).
- Liễu cầm (柳琴): một loại đàn cùng họ với tỳ bà, kích thước nhỏ. Được gọi là mandolin Trung Quốc.
- Đàn nguyệt (Nguyệt cầm) (月琴)
- Tần cầm (秦琴)
- Huyền đào (弦鼗): một loại đàn tam cỡ hơi lớn, mặt trước của thân đàn bọc da trăn.
- Hồ lô cầm (葫芦琴): đàn lute với hình dạng nửa quả bầu hồ lô bổ dọc, loại đàn này phổ biến của người Choang. Hồ lô cầm còn có một dạng khác gồm nhiều phím trên mặt đàn và cách gảy dây ảnh hưởng từ đàn tỳ bà, nó vốn là nhạc cụ từng bị thất truyền được mô phỏng từ bích hoạ hang Mạc Cao, Đôn Hoàng.
- Khảo mẫu từ (考姆兹): đàn lute hình nửa quả lê dài của người Đông Hương.
- Hoả bất tư (火不思) – đàn lute cổ dài của người Đột Quyết
- Đạn bát nhĩ (弹拨尔) – một chiếc đàn lute không phím cần dài với năm dây và 3 chốt chỉnh, được sử dụng trong âm nhạc truyền thống dân tộc Duy Ngô Nhĩ của Tân Cương
- Đô tháp nhĩ (都塔尔) – một chiếc đàn lute cầm dài với hai dây, được sử dụng trong âm nhạc truyền thống Duy Ngô Nhĩ của Tân Cương. Chúng ta còn thấy nó trong phim Hoàn Châu cách cách, Hàm Hương đã chơi nhạc cụ này.
- Nhiệt ngoã phổ (热瓦普 hay 热瓦普) –  đàn lute cần dài được sử dụng trong âm nhạc dân gian của người dân vùng tự trị Duy Ngô Nhĩ ở Tân Cương, miền Tây Trung Quốc. Lịch sử của nhạc cụ bắt nguồn từ thế kỷ 14 ở miền nam Tân Cương. Nó là một nhạc cụ của Tajiks và Uzbeks. Nó đặc biệt gắn liền với âm nhạc và văn hóa Uyghur.
- Khởi bôn (起奔): đàn 4 dây của người Lật Túc. Người Độc Long có loại đàn tương tự, nhưng chỉ có 3 dây và 3 trục vặn.
- Thiên cầm(tiếng Trung: 天琴; bính âm: Tiān qín): đàn 3 dây phổ biến của dân tộc Choang ở Quảng Tây.
- Đông bất lạp: đàn lute của Cáp Tát Khắc
- Tân tranh (tiếng Trung: 新箏; bính âm: xīn zhēng) hay chuyển điều tranh (giản thể: 转调筝; phồn thể: 轉調箏; bính âm: zhuǎndiào zhēng): loại đàn tranh độc lạ chỉ có ở Đài Loan trước đây song cũng được nhập vào Trung Quốc để bán. Nó gồm có 25 dây và 25 con nhạn mắc thẳng tắp mặt đàn, chia khoảng cách của tiền nhạc sơn và hậu nhạc sơn bằng nhau. Bên cạnh đó, có những con nhạn nhỏ phụ trợ thay cho việc nhấn dây.
- Loan cầm (tiếng Trung: 弯琴; bính âm: wānqín): loại không hầu có hình dáng trông như một chiếc thuyền rồng. Hình dáng nó rất giống với đàn Saung-gauk của Myanmar. Một dị bản khác của loan cầm có dạng là hạc cầm 4 dây được tìm thấy trong bức tranh Phi thiên tán hoa ở hang Mạc Cao, tỉnh Đôn Hoàng.
- Khổng cầm (孔琴): một dạng đàn nguyễn nhỏ như ukulele
- Cơ bố ách (其布厄): đàn 4 dây của người Lật Túc
- Trại đinh (赛玎): đàn 4 dây của người Bố Lãng. Nó phổ biến ở các khu vực Mãnh Hải, Cảnh Hồng của tỉnh Lâm Thương trong khu tự trị Tây Song Bản Nạp của tỉnh Vân Nam.
- Đinh băng ba (玎崩巴): đàn 4 dây thuôn dài của người Thái Lặc
- Đức Ngang tộc đinh cầm (德昂族丁琴): đàn lute 4 dây của người Đức Ngang.

### Kéo

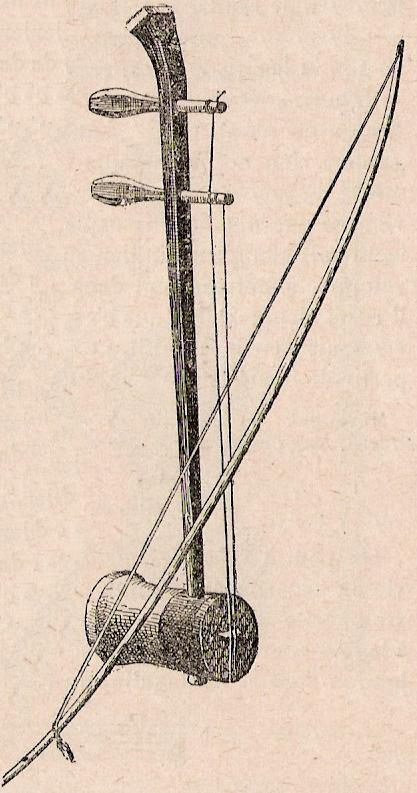
Tranh vẽ đàn nhị Trung Quốc

- Hồ cầm (胡琴) - họ các loại đàn vĩ kéo để dọc (trừ yết tranh, văn chẩm cầm và tranh ni)

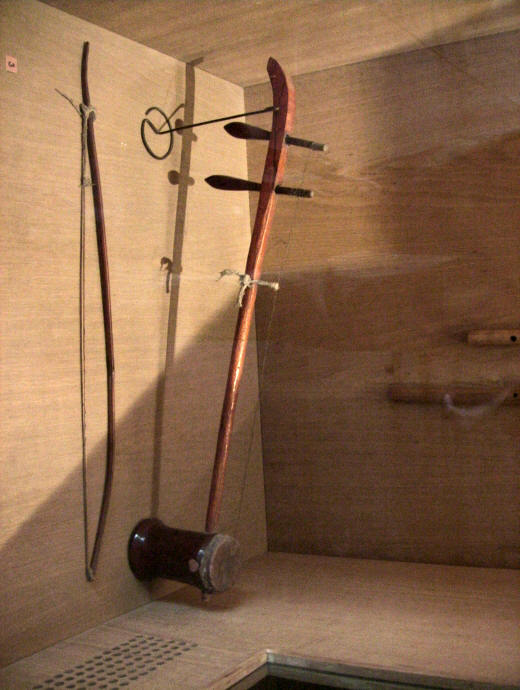
Đàn nhị Trung Quốc - hồ cầm được chơi bằng vĩ kéo

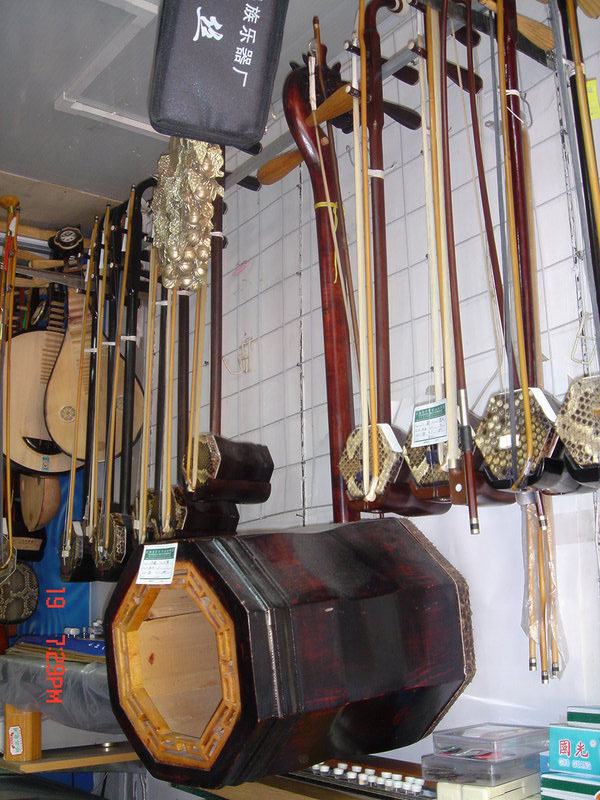
Đê âm cách hồ - hồ cầm lớn nhất trong họ các loại hồ cầm Trung Quốc (chính giữa), còn gọi là cello của người Hoa

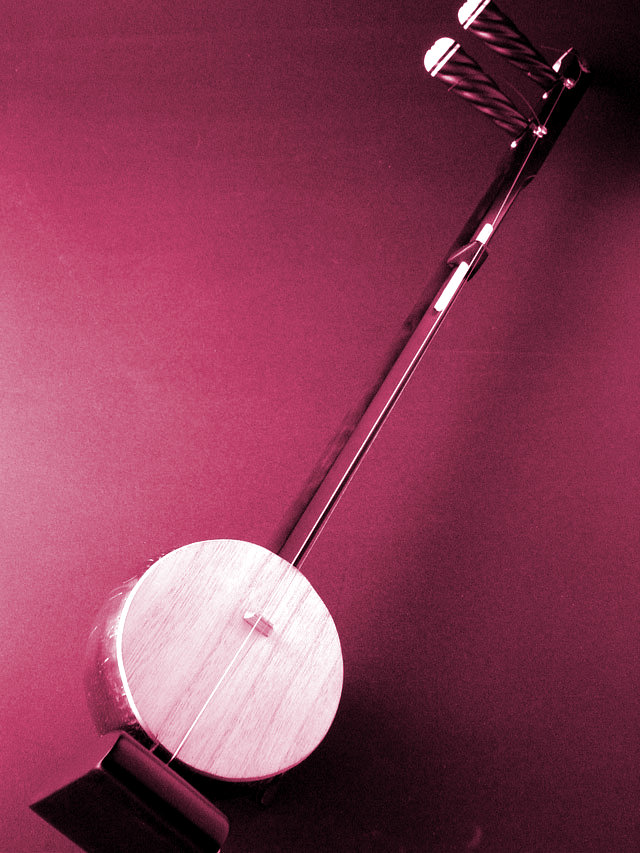
Đàn bàn hồ

- Nhị tuyền cầm (二泉琴): đàn nhị có kích thước lớn hơn một chút được sử dụng đặc biệt để chơi giai điệu Nhị tuyền ánh nguyệt (二泉映月)
- Nhị hồ (二胡)
- Trung hồ (中胡): Hồ trung có kích thước lớn hơn hồ thường. Dây đàn hồ trung to hơn dây đàn hồ và được định âm trầm hơn dây đàn hồ 1 quãng tám (8 cung bậc). Hai dây đàn được định âm cách nhau 1 quãng năm đúng nhưng được ghi nốt nhạc ở khóa fa trong khuôn ký âm tự (khuôn ghi nốt nhạc 5 dòng). Đối ứng với dàn nhạc cổ điển phương Tây, đàn hồ trung có âm vực tương đương với đàn violoncel (thường gọi tắt là cello) làm bè trung pha trầm và trầm trong dàn nhạc. Do có kích thước tương đối lớn và trọng lượng đáng kể, khi sử dụng, nhạc công phải dùng một giá đỡ hộp đàn bằng gỗ để trước mặt và diễn tấu trong tư thế ngồi trên ghế. Các kỹ thuật rền, rung, vuốt, luyến, láy được áp dụng kết hợp với sử dụng cung liền (giai điệu) hoặc cung rời (piczigator). Các kỹ thuật dùng cung ngắt, chạy nhanh, nhảy xa ít được áp dụng do không phù hợp với đặc tính âm vực và âm sắc của đàn.
- Nhị huyền (二弦): đàn nhị của người Quảng Đông.
- Cao hồ (高胡), còn gọi là Việt hồ (粤胡): đàn nhị của người Quảng Đông. Nó được phát triển từ đàn nhị huyền vào những năm 1920 bởi nhạc sĩ và nhà soạn nhạc Lã Văn Thành và được sử dụng trong âm nhạc Quảng Đông và tuồng tiếng Quảng Đông.
- Bàn hồ (板胡): là một nhạc cụ dây cung truyền thống của Trung Quốc trong gia đình nhạc cụ huqin. Nó được sử dụng chủ yếu ở miền bắc Trung Quốc. "Ban" có nghĩa là một mảnh gỗ và "hu" là viết tắt của hồ cầm.
- Kinh hồ (京胡): là một nhạc cụ dây cung của Trung Quốc trong gia đình hồ cầm, được sử dụng chủ yếu trong vở kinh kịch Bắc Kinh. Nó là nhạc cụ nhỏ nhất và cao nhất trong họ hồ cầm
- Kinh nhị hồ (京二胡): là một nhạc cụ hai dây của Trung Quốc trong họ hồ cầm, tương tự như đàn nhị. Nó được đặt tên như vậy bởi vì nó được sử dụng trong côn khúc, hoặc kinh kịch. Nó có độ cao thấp hơn kinh hồ, là nhạc cụ du dương hàng đầu trong dàn nhạc kinh kịch Bắc Kinh, và được coi là nhạc cụ hỗ trợ cho kinh hồ
- Trúc đề cầm (竹提琴): hồ cầm với cần đàn bằng tre hình trụ và bát nhị từ gỗ bào đồng được sử dụng trong kinh kịch cổ Quảng Đông.
- Da hồ (椰胡): là một nhạc cụ dây cung trong họ hồ cầm Trung Quốc. Da có nghĩa là dừa và hồ là viết tắt của hồ cầm. Nó được sử dụng đặc biệt ở các tỉnh ven biển phía nam Trung Quốc và Đài Loan.
- Đại nghiễm huyền (大广弦): là một nhạc cụ hai dây của Trung Quốc trong gia đình nhạc cụ hồ cầm, được giữ trên đùi và chơi thẳng đứng. Nó được sử dụng chủ yếu ở Đài Loan và Phúc Kiến, trong số các dân tộc Khách Gia và Mân Nam.
- Đại đồng (大筒): được sử dụng như một nhạc cụ đi kèm trong truyền thống kinh kịch của Hồ Nam, Trung Quốc. Nhắc đến vai trò này, nhạc cụ cũng được gọi là hoa cổ đại đồng (花鼓大筒).
- Xác tể huyền (tiếng Trung: 殼仔絃; Bạch thoại tự: khak-á-hiân): là đàn hồ cầm có thân từ gáo dừa ở Đài Loan
- Hồ lô hồ (giản thể: 葫芦胡; phồn thể: 葫盧胡): đàn hồ cầm có thân làm từ quả bầu hồ lô
- Lục giác huyền (六角弦): Lục giác (六角) trong tên của nó có nghĩa đen là "sáu góc", và do đó lục giác huyền được chế tạo với thân hình lục giác. Nó được sử dụng chủ yếu ở Đài Loan.
- Mã cốt hồ (giản thể: 马骨胡; phồn thể: 馬骨胡; bính âm: mǎgǔhú): đàn hồ có đầu cần đàn hình đầu con ngựa, hiểu nôm na theo nghĩa đen là "đàn hồ xương ngựa".
- Thổ hồ (土胡): vĩ cầm 2 dây của người Choang ở Quảng Tây
- Giác hồ (角胡): là một nhạc cụ dây cung của Trung Quốc trong họ hồ cầm. Mặc dù rất giống với nhị hồ và kinh hồ về cấu trúc vật lý, nhưng giác hồ là một nhạc cụ truyền thống của Trung Quốc. Nó là một nhạc cụ nhỏ giống như dây đàn hai dây đòi hỏi một cây cung để tạo ra âm thanh của nó.
- Tứ hồ (四胡): đàn hồ 4 dây
- Tam hồ (三胡): đàn hồ 3 dây. 1 số biến thể của nó gồm trúc căn tam hồ (竹根三胡), tam hồ cải tiến từ nhị hồ 2 dây, tam hồ của người Di, tam hồ của người Hà Nhì và tam hồ có hộp cộng hưởng bằng sừng trâu gắn một đoạn tre nhỏ đặc cỡ ngón chân cái, dài khoảng 0,65 cm cắm xuyên qua. Ở đầu đoạn tre này có 3 chốt để vặn lên dây. Từ 3 chốt vặn (hai trục) nối xuống với cần đàn tre bằng một sợi là 3 dây. Ngoài ra cần đàn này nối với cung vĩ bằng tre và lông đuôi ngựa mắc liền. Đây chính là cung kéo của đàn để tạo ra âm thanh (gọi là ngưu bì tam hồ 牛皮三胡).
- Lục hồ (六胡): đàn hồ 6 dây của dân tộc Mông Cổ  vùng Nội Mông
- Trụy hồ (giản thể: 坠胡; phồn thể: 墜胡): là một nhạc cụ dây hai dây từ Trung Quốc. Về thiết kế, nó giống với tam huyền, và có khả năng phát triển như một phiên bản kéo bằng vĩ của nhạc cụ đó. Không giống như các nhạc cụ dây cung trong họ hồ cầm (chẳng hạn như đàn nhị), trụy hồ gồm cần không phím để chống lại lực các dây đàn được nhấn trong khi chơi.
- Trụy cầm (giản thể: 坠琴; phồn thể: 墜琴): đàn hồ cầm cùng họ với trụy hồ
- Lôi cầm (雷琴): loại vĩ cầm có thân giống với đàn tam huyền với mặt trước làm từ da rắn
- Thiết huyền tử (鐵弦仔): hồ cầm 2 dây có còi khuếch đại âm thanh bằng kim loại, sử dụng ở Đài Loan. Nhạc cụ này còn gọi là Cổ xuy (xúy) huyền (鼓吹弦, Latin hóa: guchuixian).
- Đê hồ (低胡): một số loại hồ cầm   lớn từ Trung Quốc. Nó có một hộp âm thanh lớn được bao phủ ở một đầu bằng da rắn. Giống như hầu hết các thành viên khác trong bộ nhạc cụ họ hồ cầm Trung Quốc gồm có:
  - Tiểu đê hồ (小低胡)
  - Trung đê hồ (中低胡)
  - Đại đê hồ (大低胡)
- Đại hồ (大胡):Đây là loại đàn có kích thước lớn thứ hai sau đê âm cách hồ trong các loại đàn hồ. Dây hồ đại to được định âm thấp hơn 1,5 quãng tám (12 cung bậc) so với đàn hồ. Với nghệ sĩ tài năng, hồ đại có thể được định âm rộng gần 2 quãng tám. Hai dây đàn lên cách nhau 1 quãng năm đúng và được ghi nốt nhạc ở khóa fa trong khuôn nhạc. Đối xứng với dàn nhạc cổ điển-thính phòng phương Tây, hồ đại có vị trí tương đương với đàn contrebass, đảm nhận bè trầm và cực trầm trong dàn nhạc. Do kích thước và trọng lượng lớn, khi sử dụng, nhạc công phải đặt đàn xuống sàn và diễn tấu trong tư thế ngồi trên ghế. Các kỹ thuật sử dụng cung rời (piczigator) thường được dùng để đệm cho phần tiết tấu của bản nhạc hoặc bài hát. Kỹ thuật cung liền (giai điệu) bị hạn chế do âm vực của đàn thấp. Các kỹ thuật rền, rung, vuốt, luyến, láy hầu như không dùng đến. Gần đây một số nghệ nhân đã cải tiến đàn hồ trung với 4 dây đàn và bàn phím trơn như cần đàn cello hay contrabss, mục đích để sử dụng trong các dàn nhạc dân tộc quy mô. Do cung vĩ rời nên nhạc cụ cải tiến này có kỹ thuật kéo đẩy tương tự cello và contrabass.
- Cách hồ (革胡): được phát triển vào thế kỷ 20 bởi nhạc sĩ Trung Quốc Dương Vũ Sâm (杨雨森, 1926-1980). Đó là sự hợp nhất của họ hồ cầm Trung Quốc và cello. Bốn dây của nó cũng được điều chỉnh (từ thấp đến cao) C-G-D-A, tương tự như cello
- Đê âm cách hồ (低音革胡): Khác với các loại hồ cầm, đê âm cách hồ có kích thước lớn nhất trọng họ hồ cầm và thường được chơi bằng một nhạc công ngồi trên ghế kẹp hồ cầm giữa hai chân.

Nếu như phương Tây có đàn cello thì đê âm cách hồ là cello của người Hoa.

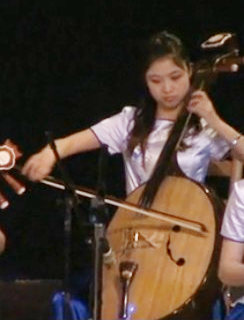
Lạp nguyễn - đàn nguyễn dạng kéo bằng vĩ

- Lạp nguyễn (拉阮): nếu như đàn nguyễn thông thường là dạng gảy thì lạp nguyễn thuộc đàn chi kéo (dùng vĩ). Thân hình bầu dục tròn cho tới gần giống quả lê bổ đôi. Loại lớn sẽ gọi là Đại lạp nguyễn (大拉阮)
- Bà cầm (琶琴): là loại đàn có hình dáng nửa quả lê bổ dọc tương tự tỳ bà, nhưng nó được chơi bởi vĩ kéo. Loại lớn sẽ gọi là Đại bà cầm (大琶琴)
- Ngưu thối cầm (牛腿琴): hay còn gọi là Ngưu ba thối (牛巴腿) là loại vĩ cầm có thân như tỳ bà, nhọn ở phần đáy và là nhạc cụ của người Đồng ở Quý Châu. Khi kẹp lên cổ, vị trí đúng của Ngưu thối cầm sẽ được giữ theo chiều dọc, song song với sàn nhà và nghệ sĩ kẹp ở cổ bên trái.
- Ngưu giác hồ (牛角胡): là nhạc cụ họ dây, chi kéo của người Tạng. Nó tương tự với các loại đàn nhị và hồ cầm Trung Quốc, chỉ khác bầu cộng hưởng của nó làm bằng sừng trâu và đầu cần đàn của nó chạm khắc hình đầu trâu.
- Hề cầm (奚琴): Nó có lẽ là thành viên ban đầu của gia đình hồ cầm của các nhạc cụ dây cung Trung Quốc và Mông Cổ; do đó, nhị hồ, mã đầu cầm và tất cả các nhạc cụ sử dụng vĩ kéo tương tự có thể được cho là có nguồn gốc từ hề cầm. Hề cầm có hai dây lụa và được giữ theo chiều dọc. Nó được du nhập vào Mông Cổ thành đàn nhị khuuchir và ở bán đảo Triều Tiên là haegeum và Bắc Triều Tiên là hề cầm 4 dây (tức sohaegeum)

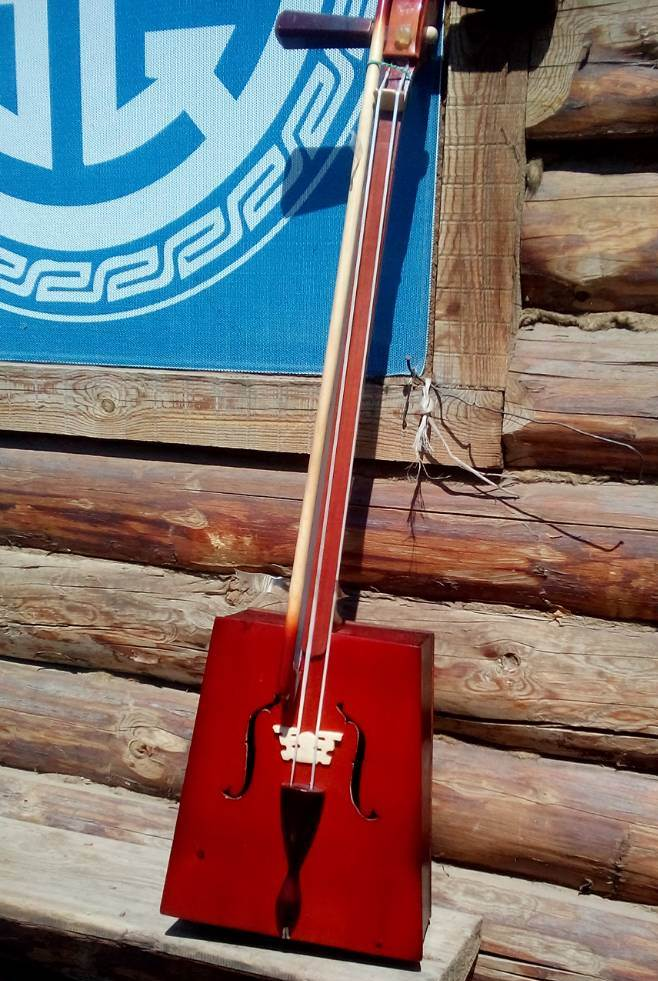
Một cây mã đầu cầm của người Mông Cổ

- Mã đầu cầm (馬頭琴, tiếng Mông Cổ:морин хуур): là loại đàn cello có thân hình vuông của dân tộc Mông Cổ bằng gỗ, thùng đàn hình thang, cần dài. Đầu cần có chạm khắc hình đầu con ngựa. Cung đàn làm bằng đuôi ngựa. Người Mông Cổ gọi cây đàn này là "Khil Khuua", Hán Việt gọi là "Mã đầu cầm" (cây đàn đầu ngựa).
- Ba hiệp (巴叶): đàn dùng vĩ kéo họ hồ cầm của người Tạng
- Thiều cầm (tiếng Trung: 韶琴; bính âm: sháoqín) (đàn nhị điện tử): nếu như phương Tây có violin điện thì Trung Quốc có loại đàn nhị này. Thiều cầm có bát nhị giống các loại đàn nhị và các loại đàn thuộc họ hồ cầm. Để sử dụng đàn nhị điện  này thì không thể thiếu bộ khuếch đại âm thanh (Amply).
- Tạng tộc huyền tử (藏族弦子): đàn hồ 3 dây của người Tạng.
- Bạch tộc long thủ tam huyền (白族龙头三弦): đàn tam cung kéo chạm đầu rồng của người Bạch
- Thân cầm  (桥琴) – đàn nhị với bộ cộng hưởng bọc da rắn) với âm sắc nasal rộng đặc biệt được sử dụng làm đàn nhị chính (chủ hồ 主胡) trong Hỗ kịch (沪剧), một thể loại kinh kịch địa phương của Trung Quốc từ Thượng Hải.

Một số loại đàn cũng sử dụng vĩ kéo ngoài các loại đàn hồ cầm nói trên như:
- Yết tranh (giản thể: 轧筝; phồn thể: 軋箏) - còn gọi là Yết cầm (giản thể: 轧琴; phồn thể: 軋琴): ngoại hình trông gần giống với đàn cổ tranh nhưng đàn tranh này lớn hơn (cũng có cả yết tranh cỡ nhỏ), nhưng được chơi bằng vĩ kéo từ lông đuôi ngựa. Âm thanh trầm hơn hồ cầm và làm từ gỗ cây ngô đồng và dây đàn là dây thép, nó cũng được du nhập vào bán đảo Triều Tiên thời Cao Ly (thế kỷ X - XIV) trở thành đàn ajaeng của người Triều Tiên nhưng hình dạng khác yết tranh Trung Quốc rất nhiều, dây đàn sử dụng loại dây thừng mỏng bện từ tơ.
- Văn chẩm cầm (文枕琴): loại yết tranh cỡ nhỏ với 9 dây
- Tranh ni (琤尼): đàn tranh vĩ kéo của người Choang
- Toả cầm (挫琴) - đàn tranh dùng vĩ, cùng họ với yết tranh và văn chẩm cầm trong họ đàn tranh, chi kéo. là một nhạc cụ cổ xưa và đặc biệt, chỉ được tìm thấy ở Thanh Châu. Nguồn gốc của nghệ thuật đàn tỏa cầm Thanh Châu liên quan đến nguồn gốc của âm nhạc dây Trung Quốc và thậm chí cả thế giới của âm nhạc có dây. Nó có giá trị lịch sử cao để nghiên cứu sự phát triển của âm nhạc cổ đại. Vào ngày 10 tháng 12 năm 2008, hội nghị chuyên đề Thanh Châu tỏa cầm do Nhạc viện Trung Quốc tổ chức đã được tổ chức tại Bắc Kinh, đã thu hút sự chú ý mạnh mẽ từ ngành công nghiệp âm nhạc về một nhạc cụ đã biến mất trong lịch sử nhạc cụ Trung Quốc cổ đại. Tỏa cầm Thanh Châu đã được tái phát hiện và vẫn có một di sản kỹ năng sống động, làm cho lịch sử của các nhạc cụ dây Trung Quốc sớm hơn 1500 năm so với ở phương Tây. Đàn tranh này có thể nói là có nghĩa là "hóa thạch sống".

- Ngải tiệp khắc (艾捷克)

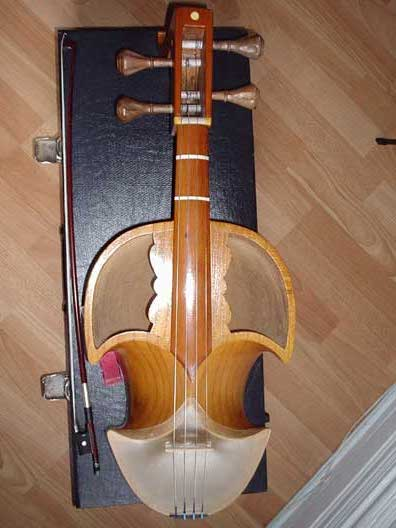
Ghaychak (ngải tiệp khắc) là cây vĩ cầm của người Baloch

- Tát tha nhĩ (萨它尔; tiếng Duy Ngô Nhĩ:ساتار): vĩ cầm của người Duy Ngô Nhĩ (Uygur) ở Tân Cương.
- Hồ tứ tha nhĩ (胡西它尔; Tiếng Duy Ngô Nhĩ: خۇشتار, Хуштар): đàn vĩ cầm 4 dây có thân là hình quả lê bổ dọc của người Duy Ngô Nhĩ.
- Tràng cầm (幢琴): Trong thời cổ đại, nhạc cụ này được gọi là "tràng cầm", và cây đàn khá giống với các loại cổ cầm với các chi tiết ở thùng đàn, thuôn ở đáy và có 4 dây lẫn 4 chốt vặn được kéo bằng cung vĩ. Không có một nhạc cụ nào như vậy trong các tài liệu lịch sử, nó phải là một nhạc cụ dây do Trịnh Cẩn Văn (郑觐文) - chuyên gia chơi cổ cầm  thiết kế để tạo thành một ban nhạc lớn. Qua đó có thể thấy Câu lạc bộ Âm nhạc Đại Đồng đã rất chú trọng đến việc sưu tầm, phân loại nhạc cụ dân tộc và nhạc cụ dân tộc nước ngoài.
- Kiều cầm (桥琴): biến thể của đàn cello với bộ cộng hưởng từ da rắn đến từ tỉnh Thẩm Dương.
- Cổ biều cầm (古瓢琴): đàn vĩ kéo của người H'mông. Người Miêu tại Trung Quốc gọi nó là "cách cáp" (格哈 -gux hieb), trong khi người Hán gọi nó là "sanh biều" (笙瓢). Khi kéo, đặt đàn nằm ngửa và đặt thùng đàn tỳ vào eo. Dây đàn làm từ tơ tằm bện dày nên mang âm sắc trầm. Thùng đàn hình nửa chiếc chai bổ đôi, đáy đàn vuông, 2 chốt & 2 dây.
- Đại biều cầm (大瓢琴): biến thể của cello, với bầu đàn hình nửa quả lê.

### Gõ

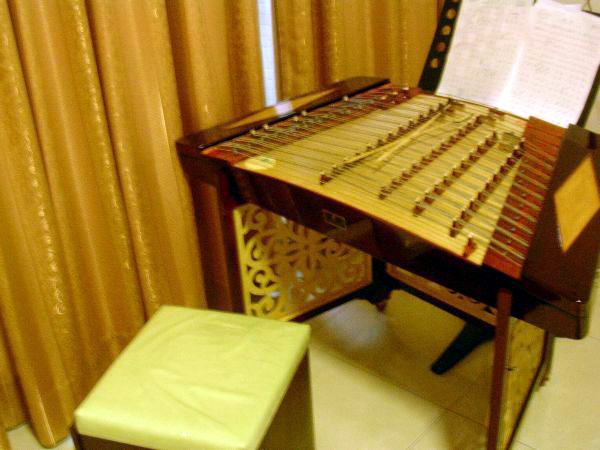
Đàn tam thập lục Trung Quốc

- Dương cầm (揚琴): Đàn có 36 dây, và chữ "dương" (tiếng Trung: 揚; bính âm: Yáng) được hiểu theo nghĩa đen của Hán Việt là sự tán dương, hoan nghênh.
- Trúc(筑): đàn tranh sử dụng một que để gõ vào dây đàn tương tự đàn tam thập lục, một tay dùng ngón để nhấn dây đàn.
- Ngưu cân cầm (牛筋琴): loại đàn tranh kích thước lớn như đàn sắt, sử dụng que tre để gõ tương tự đàn trúc. Thân đàn hình chữ nhật lớn và nó chuyên trị dòng nhạc dân ca ở Ôn Châu, Chiết Giang

### Kết hợp
- Văn cầm (文琴): sự kết hợp giữa đàn hạc (không hầu), tam huyền (đàn tam), hồ cầm (đàn vĩ kéo) và cổ tranh. Đây là loại đàn mà nhạc công vừa gẩy lại vừa kéo, tổng số dây của đàn lớn này gồm từ 50 dây trở lên.

## Trúc (竹)

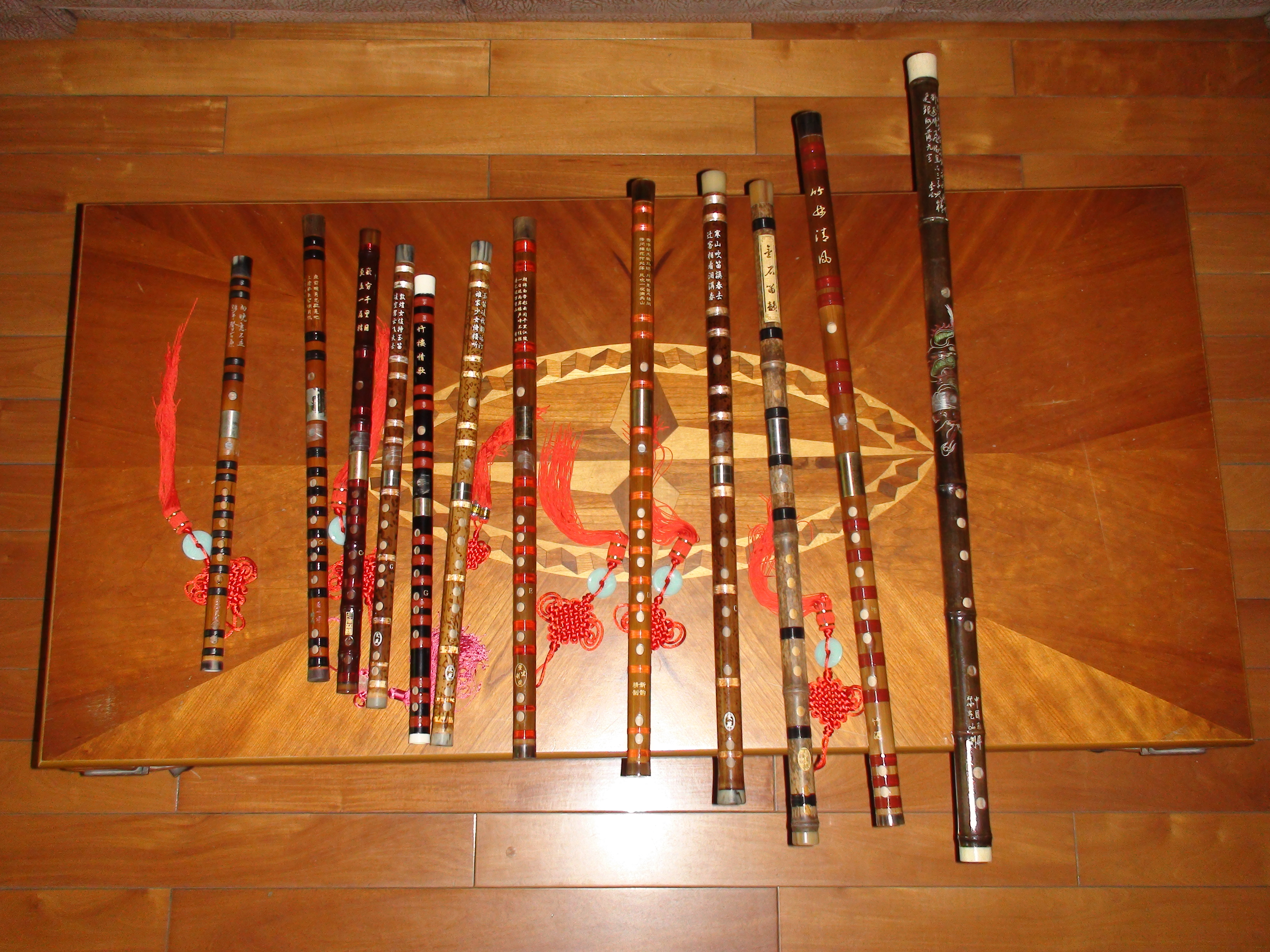
Các loại địch tử khác nhau

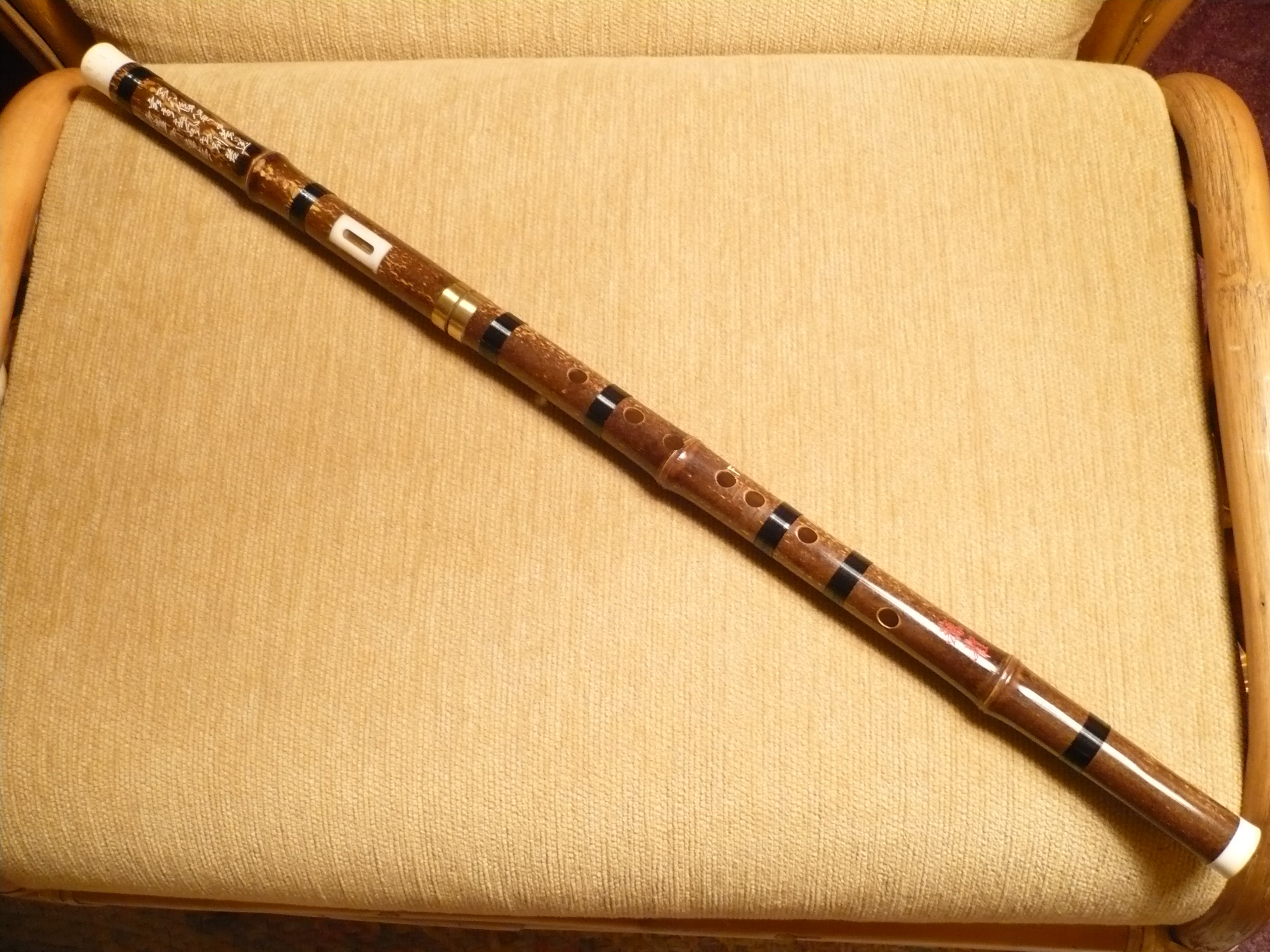
Một cây sáo ba ô tone F

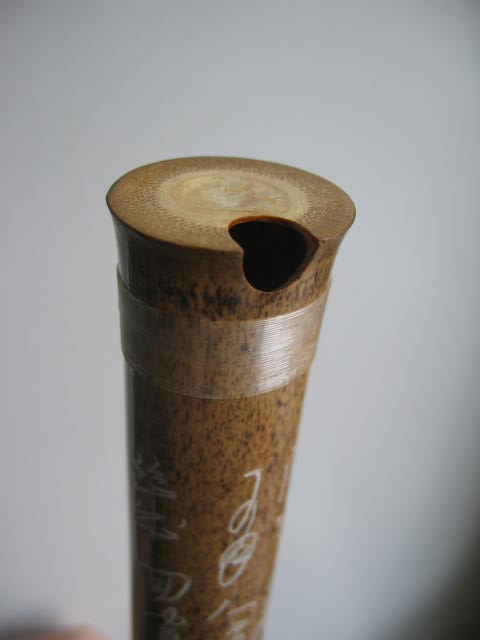
Lỗ thổi của tiêu

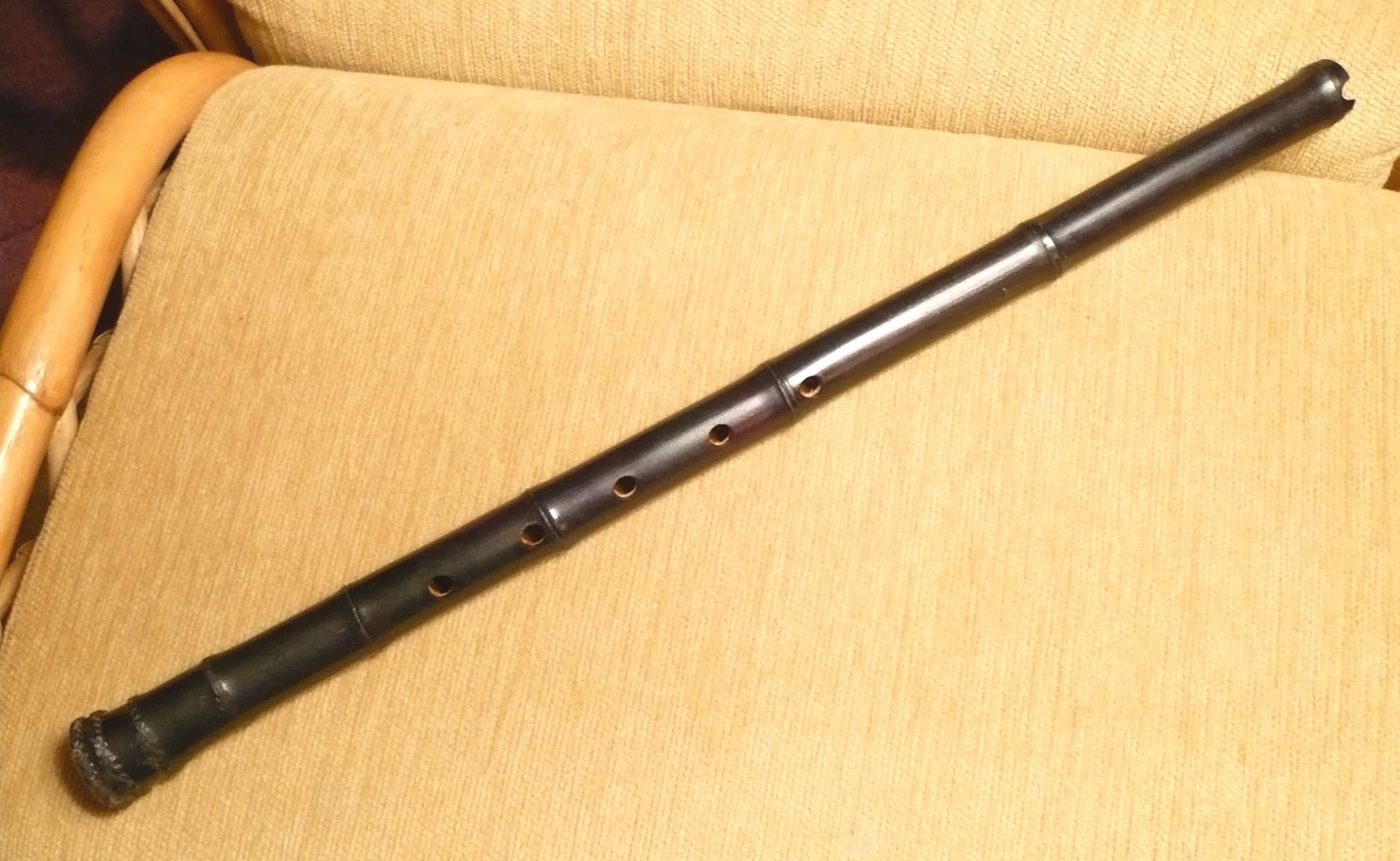
Một cây tiêu của Trung Quốc

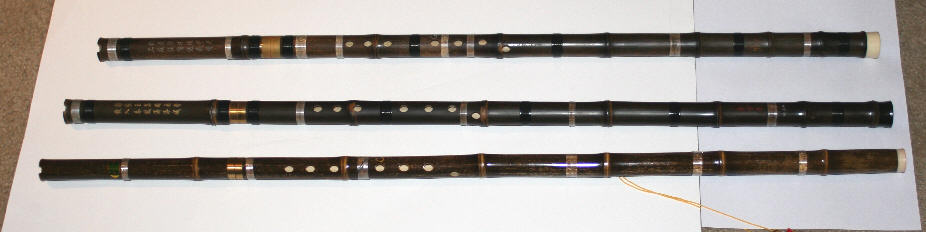
Các loại tiêu khác nhau

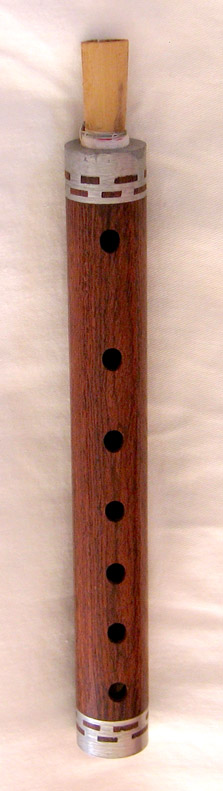
Một cây quản tử - kèn dăm nứa

Chủ yếu gồm các nhạc cụ hơi bằng tre, như:
- Địch tử (笛子): hay còn gọi là sáo Tàu, là một loại sáo đặc trưng của Trung Quốc với cấu tạo cơ bản gồm 6 lỗ bấm (các cây cải tiến có nhiều lỗ bấm hơn), 1 lỗ thoát âm và 2 lỗ buộc dây trang trí, cũng có tác dụng định âm. Các lỗ bấm này thiết kế theo hệ thống Ngũ cung của âm nhạc Trung Quốc. Ngoài ra một đặc trưng khác của sáo địch tử là có lỗ dán màng nằm giữa lỗ thổi và những lỗ bấm để tạo âm rung. Lỗ này dán 1 màng mỏng bằng ruột cây tre hoặc bằng giấy bóng mỏng hoặc giấy chuyên dụng. Địch tử thường có nhiều dây màu quấn quanh thân sáo, ngoài vai trò trang trí, các dây này còn giúp cố định thân sáo chắc chắn, hạn chế các tác động và bị nứt. Địch tử thường được ghép lại từ 2 đoạn thông qua khớp nối, có chạm khắc rồng hoặc hoa văn.
  - Bang địch (梆笛):  sáo 6 lỗ bấm, 1 lỗ thổi, 1 lỗ âm cơ bản và 2 lỗ treo dây/định âm, âm vực rộng 2 quãng 8, được làm bằng trúc hoặc nứa theo hệ thất cung và có dán màng ở lỗ thổi. Một số sáo cải tiến có nhiều lỗ bấm hơn để thổi các nốt thăng/giáng.
- Khương địch (羌笛): sáo dọc loại nhỏ của người Khương, có thể là sáo dọc đơn hay sáo dọc kép. Sáo dọc đợn có 6 lỗ, nếu ghép 2 chiếc sẽ trở thành sáo kép 12 lỗ.
- Loan quản địch (弯管笛): sáo địch tử dựa theo thiết kế của sáo bass flute và alto flute phương Tây, đầu thổi bị uốn cong. Khớp đầu cong thường được những người mới chơi ưa thích hơn vì nó yêu cầu cánh tay phải duỗi ít hơn và làm cho nhạc cụ cảm thấy nhẹ hơn bằng cách di chuyển trọng tâm đến gần người chơi hơn.
- Thụ địch (竖笛): sáo dọc (hay còn gọi là dizi dọc). Cần phân biệt loại sáo này với tiêu vì khác nhau ở lỗ thổi.
- Tiêu (giản thể: 箫; phồn thể: 簫), còn gọi là động (đỗng) tiêu (giản thể: 洞箫; phồn thể: 洞簫)
- Bì thu (比秋): một loại sáo  dọc nhỏ truyền thống của người Lự ở tỉnh Vân Nam, tây nam Trung Quốc, tương tự như sáo khlui lip  (ขลุ่ยหลิบ) của Thái Lan.
- Bài tiêu (giản thể: 排箫; phồn thể: 排簫): sáo ống pan flute của Trung Quốc, gồm nhiều ống nứa hay trúc ghép với nhau khi thổi. Nhạc cụ này đã mai một từ thời xưa, đến thế kỷ 20 người ta mới tái cấu trúc lại. Điểm khác biệt chính giữa bài tiêu và những loại sáo bè Châu Âu và Nam Mỹ là: phần đỉnh của những lỗ ống bài tiêu được cắt góc hoặc vết khía chữ V. Điều này cho phép thay đổi cao độ âm thanh để bài tiêu phát ra những nốt nửa cung mà không làm mất đi âm sắc, ngay cả những ống được chỉnh giọng diatonic. Nhạc sĩ Cao Minh (高明) đã sử dụng một phiên bản bài tiêu gọi là bài địch để chơi loại nhạc đời nhà Đường trong dàn nhạc của ông ở Tây An từ năm 1982. Ở Hàn Quốc có một nhạc cụ gọi là so (tiếng Hàn: 소,  nghĩa là tiêu trong tiếng Trung Quốc). Loại sáo này có nguồn gốc từ bài tiêu và được dùng trong nhạc nghi lễ.
- Miêu tộc địch (giản thể: 苗族簫; phồn thể: 苗族笛): sáo chỉ duy nhất được người Miêu ở Trung Quốc sử dụng, cấu tạo giống với sáo ba ô nhưng êm hơn.
- Trì (篪): một loại sáo trúc cổ. Nó là một loại nhạc cụ thổi bằng tre thổi chéo có nguồn gốc từ Trung Quốc. "Quảng nha" ghi lại rằng nhạc cụ này có tám lỗ, nhưng "Chu lễ" ghi lại rằng nhạc cụ này có bảy lỗ. Sự suy giảm dần dần của âm nhạc, bây giờ nhạc cụ này là rất hiếm. Được biết, Đền Khổng Tử ở Đài Bắc có một bộ sưu tập trì cổ, và lăng mộ của Tăng Hầu Ất cũng đã khai quật được một cặp, đó là 2 cây trì tone G và F. Cách chơi trì Trung Quốc khác hẳn với các loại sáo ngang khác là cách cầm sáo 2 tay đặt cùng chiều, hoặc 2 tay cầm sáo ở hai bên lỗ bấm còn lỗ thổi nằm ở giữa
- Thược (籥): một loại sáo dọc làm bằng tre trúc, có 3 lỗ bấm, sử dụng trong nhạc nghi lễ Nho giáo và múa.
- Tân địch (新笛): một dẫn xuất từ thế kỷ 20 của địch tử cổ đại, tân địch chịu ảnh hưởng của phương tây, hoàn toàn có màu sắc và thường không có di mo đặc biệt của dizi hay màng ù. Tân địch còn được gọi là sáo 11 lỗ. Thiết kế của nó chịu ảnh hưởng của phương Tây và dựa trên nguyên tắc của tính khí bình đẳng
- Giảo địch (咬笛): sáo dọc nhỏ của người Di ở tỉnh Tứ Xuyên
- Đồng địch (侗笛): sáo duy nhất của người Đồng.
- Khẩu địch (口笛): là một loại sáo rất nhỏ của Trung Quốc được làm từ tre. Nó là cây sáo nhỏ nhất trong bộ sáo Trung Quốc. Hình dạng ban đầu của nó là từ các nhạc cụ thời tiền sử được làm bằng xương động vật, trong khi khẩu địch được làm bằng gỗ, tre hoặc PVC, rất khác biệt với hình dạng ban đầu.
- Quản (tiếng Trung: 管; bính âm: guǎn), ở phía Bắc còn được gọi là quản tử (管子) hoặc tất lật (篳篥), ở vùng Quảng Đông được gọi là hầu quản (喉管): là loại kèn dăm nứa thổi dọc. Ống bằng nứa to cỡ ngón tay, dài khoảng từ 20~30 cm và mỏ kèn trước kia thường chọn lấy cành liễu mập, cắt lấy một đoạn, vặn hơi miết tay một chút là vỏ và lõi cành liễu sẽ rời nhau ra. Sau đó dùng dao vót mỏng một đầu vỏ cành liễu làm đầu ngậm thổi, đục thêm vài lỗ ở phần thân; phiên bản ở Đài Loan gọi là áp mẫu địch (鴨母笛), hay Đài Loan quản (台灣管) với bát kèn nhỏ xíu và ngắn. Kèn quản phát triển trong đời nhà Đường, có khả năng nó là nhạc cụ theo đoàn người du mục Trung Á du nhập vào Trung Quốc và trở thành nhạc cụ lãnh đạo quan trọng trong nhạc cung đình và nhạc lễ. Ngày nay kèn quản phổ biến trong những dàn nhạc dân gian, dàn nhạc hơi ở miền bắc Trung Quốc và một số vùng khác. Trong dàn nhạc kịch Bắc Kinh, người ta sử dụng loại kèn này để miêu tả cảnh quân đội cùng với kèn tỏa nột và những nhạc cụ gõ khác. Nó được du nhập vào bán đảo Triều Tiên và Nhật Bản, người Triều Tiên cũng có các loại kèn dăm tương tự với quản tử có tên là piri chủ yếu dùng cho nhạc cung đình và tang lễ Triều Tiên. Còn ở Nhật, nó có tên là hichiriki
- Lặc vưu (勒尤): biến thể của quản (kèn dăm kép) dành riêng cho người Bố Y ở Quý Châu
- Tỏa nột (giản thể: 唢呐; phồn thể: 嗩吶), còn được gọi là hải địch (海笛) - một loại kèn dăm. Một số dân tộc thiểu số ở tỉnh Nạp Tây có một loại kèn dăm cùng họ với quản tử gọi là ba bách (波伯).
- Nột tử (呐子): kèn bầu loại nhỏ,người chơi phải lấy tay che lại khi chơi.
- Ba ô (giản thể: 巴乌; phồn thể: 巴烏; bính âm: bāwū): sáo mèo Trung Quốc - có nguồn gốc từ tỉnh Vân Nam, là một loại sáo dân tộc nhưng đã dần trở thành nhạc cụ tiêu chuẩn và phổ biến ở Trung Quốc, dùng trong những bản nhạc Hoa hiện đại hay truyền thống. Loại sáo này cũng được một số nhà soạn nhạc và biểu diễn phương Tây sử dụng.

Ba ô có cấu trúc đầu lỗ thổi gắn lưỡi gà bằng đồng, 7 hoặc 8 lỗ bấm. Lỗ để xác định âm của cây sáo không tính bằng lỗ cuối mà bằng lỗ bấm thứ 4 tính từ lỗ thổi xa nhất. Ba ô thường được làm từ trúc hoặc bằng gỗ.
Nếu kết hợp 2 thanh sáo có tông khác nhau sẽ tạo thành ba ô kép (còn gọi là sáo Mèo kép), có thể thổi được nhiều quãng âm hơn.
Ngoài ra còn có ba ô dọc (còn gọi là sáo Mèo dọc) dựa theo nguyên lý của ba ô thổi ngang, sáo Mèo và sáo bầu. Thay vì cái bầu ốp lên, người ta thường dùng ống to hơn một chút, cấu tạo vẫn giống sáo ba ô, sáo Mèo và sáo bầu. Đầu thân ba ô có gắn lam (lưỡi gà) đồng. Ba ô dọc có 2 tone chính là C & D. Đầu thổi của ba ô dọc giống đầu thổi sáo dọc Oboe dùng trong nhạc giao hưởng phương Tây. Cả ba ô & địch tử đều được trang trí với dây đồng tâm kết. Ba ô là nhạc cụ hơi phổ biến trong những dân tộc thiểu số ở tỉnh Vân Nam và Quý Châu như người Di (彝族), người Hà Nhì (哈尼), người Bố Lãng (布朗) và người Miêu (苗). Hiện nay ba ô đã trở thành nhạc cụ chuẩn, được chơi rộng khắp tại Trung Quốc. Các dàn nhạc truyền thống Trung Quốc thường sử dụng ba ô trong những tác phẩm cổ điển và hiện đại. 
- Mã bố (馬布 mabu): loại kèn ống tre lưỡi gà đơn do người Di sử dụng, bát kèn dài và nhỏ.
- Mang đồng (芒筒): Loại tù và bằng tre nứa của Trung Quốc. Nó được sử dụng chủ yếu bởi các nhóm dân tộc Miêu và Đồng của các tỉnh Quý Châu và Quảng Tây phía nam Trung Quốc, mặc dù đôi khi nó được sử dụng trong các tác phẩm Trung Quốc đương đại cho dàn nhạc cụ truyền thống
- Trúc huyên (竹埙): sáo huyên được làm từ tre trúc ống to
- Khúc địch (曲笛): sáo 8 lỗ trong bộ sáo địch tử, dùng quãng alto
- Thổ lương (吐良): sáo ngắn có duy nhất lỗ thổi ở giữa của người Cảnh Pha

## Mộc (木)
Các nhạc cụ chính thuộc bộ mộc gồm:

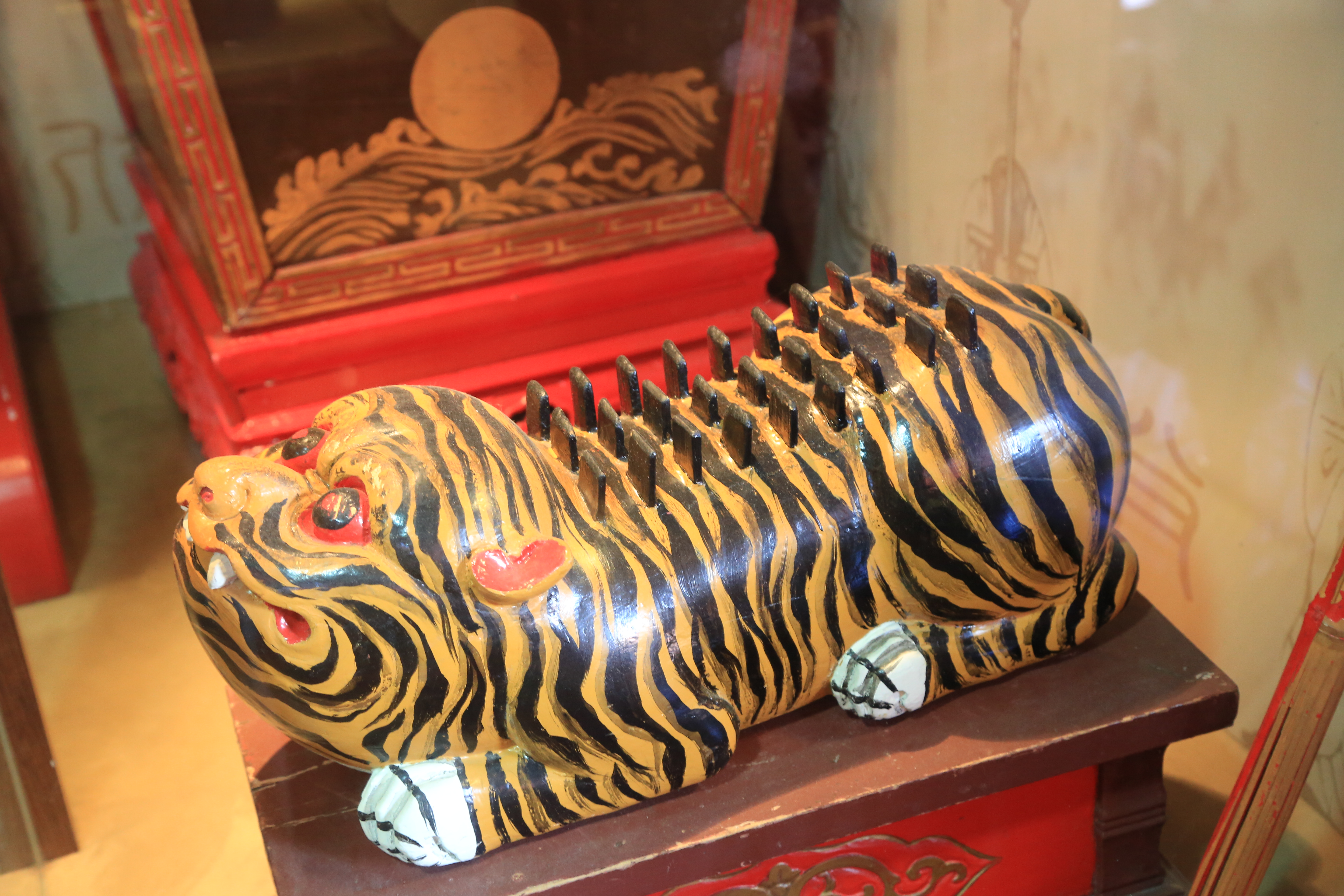
Ngữ - mõ hình con hổ

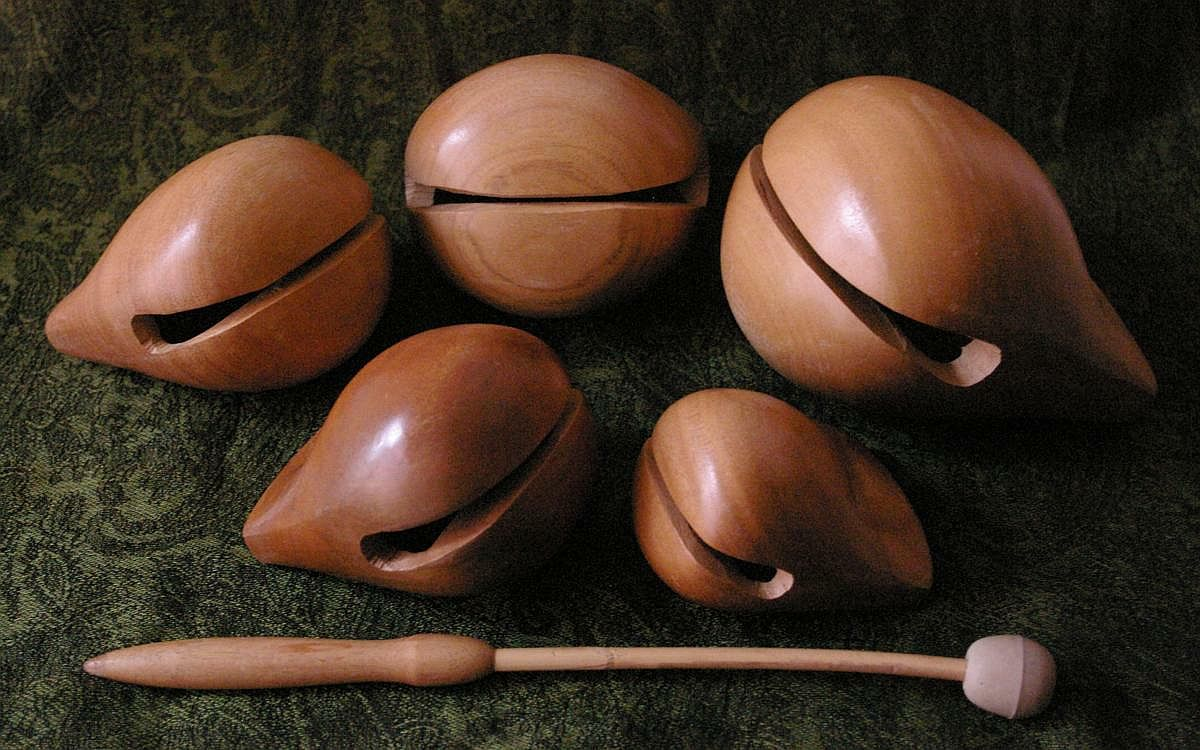
mõ của Trung Quốc

- Chúc (tiếng Trung: 柷; bính âm: zhù): là một nhạc cụ gõ được sử dụng trong âm nhạc nghi lễ triều đình Nho giáo của Trung Quốc cổ đại. Nó bao gồm một hộp gỗ (thường được sơn màu đỏ hoặc trang trí khác) thon từ trên xuống dưới, và được chơi bằng cách cầm một thanh gỗ thẳng đứng và đánh vào mặt dưới. Nhạc cụ được sử dụng để đánh dấu sự khởi đầu của âm nhạc trong âm nhạc nghi lễ cổ xưa của Trung Quốc, được gọi là nhã nhạc. Nhạc cụ này hiếm khi được sử dụng ngày nay, với các mẫu vật xuất hiện chủ yếu trong các bảo tàng Trung Quốc, mặc dù ở Đài Loan nó vẫn được sử dụng trong âm nhạc nghi lễ Nho giáo của Khổng giáo Đài Loan. Chúc được đề cập, cùng với một nhạc cụ gõ khác gọi là ngữ, trong biên niên sử trước thời nhà Tần, và xuất hiện trong giai đoạn cổ điển của lịch sử.
- Ngữ (tiếng Trung: 敔; bính âm: yǔ): là loại mõ bằng gỗ được chạm khắc hình con hổ với phần lưng có răng cưa gồm 27 "răng", được sử dụng từ thời cổ đại ở Trung Quốc cho âm nhạc nghi lễ triều đình Nho giáo. Nó được chơi bằng cách đánh vào đầu ba lần bằng một cây roi tre được tước ra 15 mẩu phần đầu, và sau đó quét nó qua lưng răng cưa một lần để đánh dấu sự kết thúc của một bản nhạc hay các lễ tế của Nho giáo.
- Mộc ngư (giản thể: 木鱼; phồn thể: 木魚; bính âm: mùyú): còn gọi là mõ cá. Mõ này ít khi dùng như nhạc cụ biểu diễn mà thay vào đó nó chuyên dùng cho các nhà sư tụng kinh
- Cổ bản (鼓板): gọi chung là một cái trống gỗ nhỏ và phách bản, được chơi đồng thời, bởi một người chơi, trong âm nhạc truyền thống Trung Quốc.
- Phách bản (拍板): phách gồm 2 lá của Trung Quốc, dùng trong tuồng và hát bội
- Bang tử (梆子): trống gỗ nhỏ dạng hộp có khe. Nó được làm từ một mảnh gỗ duy nhất và được sử dụng làm nhạc cụ gõ. Thuật ngữ này thường biểu thị cho nhạc cụ hòa tấu phương Tây, mặc dù nó có liên quan đến các công cụ cấm thời gian được sử dụng bởi người Hán, đó là lý do tại sao nhạc cụ phương Tây đôi khi được gọi là mộc bản Trung Quốc.
- Trúc bản (竹板 zhuban): một loại phách làm từ hai miếng tre.
- Khoái bản (快板): loại phách 6 lá. Những thanh phách được buộc lỏng vào nhau bằng dây xen kẽ những đồng xu kim loại. Nó được sử dụng trong khoái bản thư - một hình thức kể chuyện truyền miệng phổ biến ở miền bắc Trung Quốc. Nó là loại hình thức hát nói tương tự vè của Việt Nam, hơi giống với đọc rap.

## Thạch (石)
- Biên khánh (giản thể: 编磬; phồn thể: 編磬; bính âm: biānqìng)
- Thạch cầm (tiếng Trung: 石琴; bính âm: shí qín): đàn xylophone có phím làm bằng đá

## Kim (金)

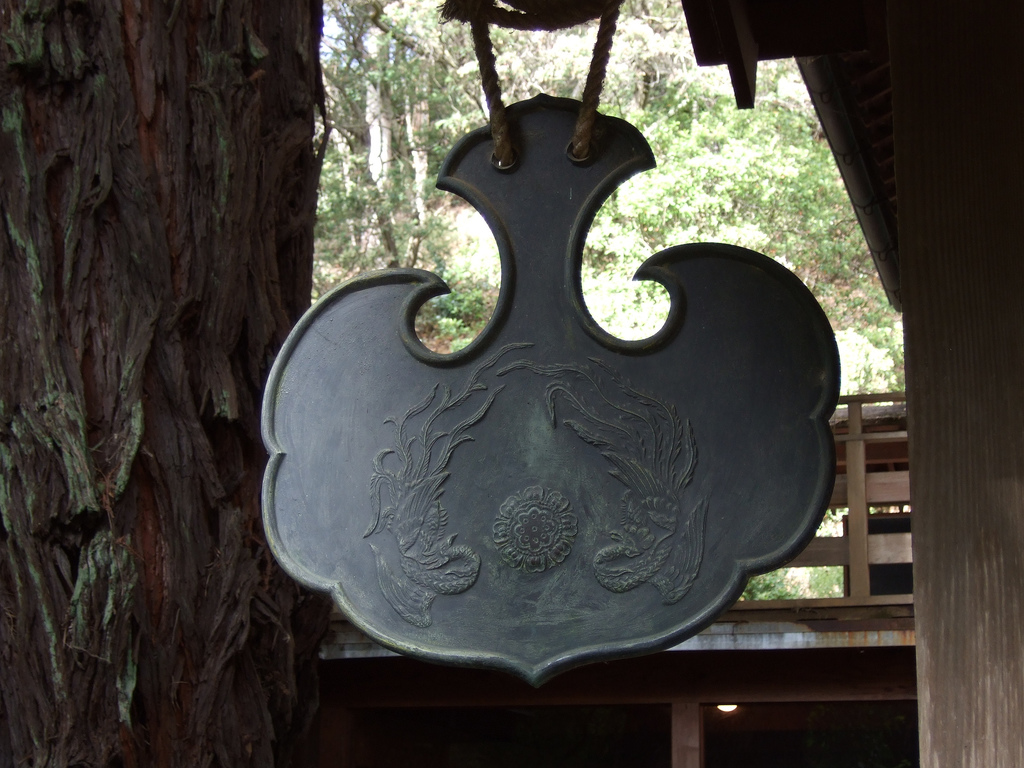
Một cái khánh đá ở bên ngoài một ngôi chùa cổ ở Trung Quốc

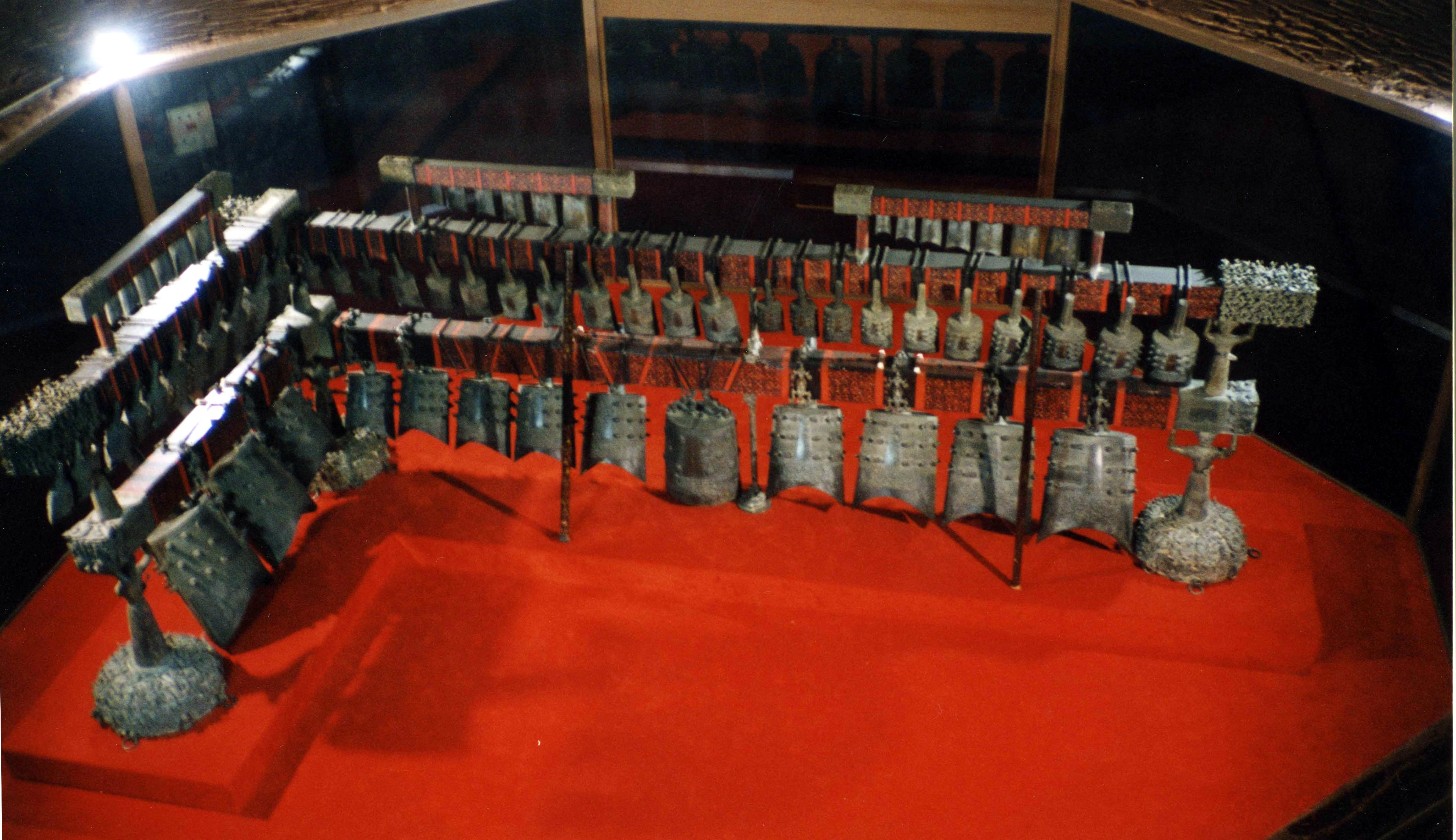
Một dàn biên chung

- Biên chung (編鐘): là một nhạc cụ cổ xưa của Trung Quốc bao gồm một bộ chuông đồng, được chơi bằng giai điệu. Những bộ chuông này được sử dụng làm nhạc cụ đa âm và một số trong những chiếc chuông này đã có niên đại từ 2.000 đến 3.600 năm.
- Phương hưởng (giản thể: 方响; phồn thể: 方響; bính âm: fāngxiǎng; Wade–Giles: fang hsiang): là một đàn phím treo với phím làm từ thép của Trung Quốc bị đình chỉ (bianxuan) đã sử dụng trong hơn 1.000 năm. Phương hưởng là loại nhạc cụ duy nhất được tìm thấy trong danh mục Đá trong tám âm thanh. Nó lần đầu tiên được sử dụng trong nhà Lương (502,5555 CE), và sau đó được chuẩn hóa trong các triều đại nhà Tùy và nhà Đường chủ yếu dành cho âm nhạc cung đình.
- Nao (nạo) (鐃): nhạc cụ cổ của Trung Quốc. Được sử dụng trong quân đội, vai trò là đưa ra hướng dẫn để ngừng đánh trống. Hình dạng của nao tương tự như một chiếc chuông, nhưng nó có kích thước lớn hơn và cong trong miệng. Phần thân rộng hơn chiều cao, thẳng đứng và lộn ngược, có tay cầm bên dưới.

Theo Thuyết văn giải tự, nó thực sự là một loại chuông nhỏ bằng gang. Theo sử sách nhà Ân, một nhạc cụ đầu tiên. Năm cuộc khai quật của lăng mộ nữ Phụ Hảo được tạo thành một tổ hợp, đó là một nghi thức để thờ cúng. 
- - Thương nao (商鐃): một loại nao có phần thân thuôn dài.
- Bạt (鈸)
  - Tiểu bạt (小鈸, chũm choẹ nhỏ)
  - Trung bạt (中鈸, chũm choẹ cỡ vừa)
  - Nao bạt (鐃鈸, dàn chũm chọ lớn nhỏ khác nhau có từ 8 - 10 chiếc)
  - Thủy bạt (水鈸, hiểu nôm na là "chũm choẹ nước")
  - Đại bạt (大鈸, chũm choẹ lớn)
  - Kinh bạt (京鈸)
- La (giản thể: 锣; phồn thể: 鑼)
  - Khai lộ la (tiếng Trung: 开路锣; bính âm: Kāilù luó): một loại chiêng cỡ trung, đơn âm có lẽ được dùng trong các lễ tín ngưỡng của cá dân tộc thiểu số Trung Quốc
  - Kính la (tiếng Trung: 镜锣; bính âm: jìng luó): một loại chiêng bằng nhỏ sử dụng trong nhạc truyền thống của tỉnh Phúc Kiến.
  - Thâm ba(深波) – loại chiêng của người Triều Châu; còn gọi là Cao biên đại la (高边大锣)
  - Vân la (giản thể: 云锣; phồn thể: 雲鑼): là một nhạc cụ truyền thống của Trung Quốc. Nó được tạo thành từ một bộ chiêng có kích cỡ khác nhau được giữ trong một khung. Dàn chiêng treo lên giá gồm 7 chiêng lớn nhỏ khác nhau; 7 chiêng tương đương với các nốt "Đồ"-"Rê"- "Mi"- "Pha" -"Sol" -"La" -"Si". Những hình vẽ xưa cũng miêu tả loại Vân la nhỏ hơn chỉ có 5 chiêng, những cái này có cán, được giữ trong một bàn tay và gõ bằng tay khác. Loại Vân la hiện đại hóa đã phát triển từ loại Vân la truyền thống để sử dụng trong dàn nhạc lớn, hiện đại của Trung Quốc. Nó lớn hơn và có 29 chiêng trở lên với đường kính khác nhau. Loại hiện đại cao khoảng 2m, kể cả một giá đỡ có hai chân chống trên sàn (riêng khung chỉ cao khoảng 1m). Chiều rộng của khung khoảng 1,4m. Đôi khi loại Vân la truyền thống được gọi là Thập diện la (十面锣), tức chiêng 10 mặt, để phân biệt với loại Vân la hiện đại.
  - Thập diện la (十面锣): Dàn chiêng cổ gồm 10 chiếc. Mỗi chiêng có đường kính khoảng 9–12 cm, chiều cao của khung khoảng 52 cm, các kích thước nhỏ dần phía trên và lớn dần phía dưới. Người ta thường sử dụng Vân la trong dàn nhạc gõ và hơi ở miền bắc Trung Quốc.  Đây là bộ chiêng gốc và sau đó nó được du nhập vào các nước Đông Nam Á như bonang ở Java - Indonesia, khongmon (dàn cồng treo trên giá hình thuyền) ở Thái Lan và kulintang ở Philippines
  - Nguyệt la (tiếng Trung: 月锣; bính âm: yuè luó): một cái chiêng nhỏ không bằng phẳng, giữ bằng dây trong lòng bàn tay và gõ bằng dùi nhỏ, sử dụng trong nhạc Triều Châu.
  - Phong la (tiếng Trung: 风锣; bính âm: Fēng luó): chiêng gió, một loại chiêng bằng lớn, gõ bằng dùi bịt đầu.
  - Tiểu la (tiếng Trung: 小锣; bính âm: Xiǎoluó): một cái chiêng bằng nhỏ có độ cao âm thanh nâng lên khi gõ bằng cạnh của cái dùi gỗ bằng.
- Chinh(钲)
  - Đang tử (铛子) - một chiêng nhỏ, tròn, phẳng, được điều chỉnh treo bằng cách buộc bằng dây lụa trong một khung kim loại tròn được gắn trên một cán cầm bằng gỗ mỏng.
- Thuần (錞): trống gang của Trung Quốc có từ thời Chu. Âm thanh tương tự như trống đồng của Việt Nam.
  - Duy thuần (帷錞帷錞): trống gang loại nhỏ
- Vân bản(tiếng Trung: 雲版; bính âm: yún bǎn): loại khánh đá của Trung Quốc. Ngày nay trong các tu viện, khánh làm bằng đồng chừng bằng cái đĩa lớn, treo trong một cái giá gỗ, thường dùng để báo hiệu trong phạm vi nhỏ, chẳng hạn như để báo thọ trai hay khi thỉnh một vị tăng ni từ trong liêu ra Pháp đường; hoặc đón rước một vị đại sư hay danh tăng đến tự viện, nghi lễ nầy đi trước là khay lễ gồm nhang, đèn, hoa, quả, kế theo là một vị cầm khánh treo trong giá, vừa đi vừa đánh khánh rồi tiếp theo là vị được đón rước theo sau – có thể có cả lọng – rồi mới tiếp đến những tăng ni, phật tử khác tùy theo phẩm trật xếp thành thứ tự.
- Đồng cổ (铜鼓)
- Lạt bá (喇叭): kèn toả nột với thân làm bằng đồng thau dài, thẳng
- Binh linh (碰铃; bính âm: pènglíng) - một cặp chũm choẹ hình bát nhỏ hoặc chuông được nối với nhau bằng một sợi dây dài
- Dẫn khánh (引磬) - một chiếc chuông nhỏ đảo ngược được gắn vào đầu của một tay cầm bằng gỗ mỏng
- Vân tranh (云铮) - một chiêng nhỏ bằng phẳng được sử dụng trong âm nhạc truyền thống của Phúc Kiến

## Thổ (土)

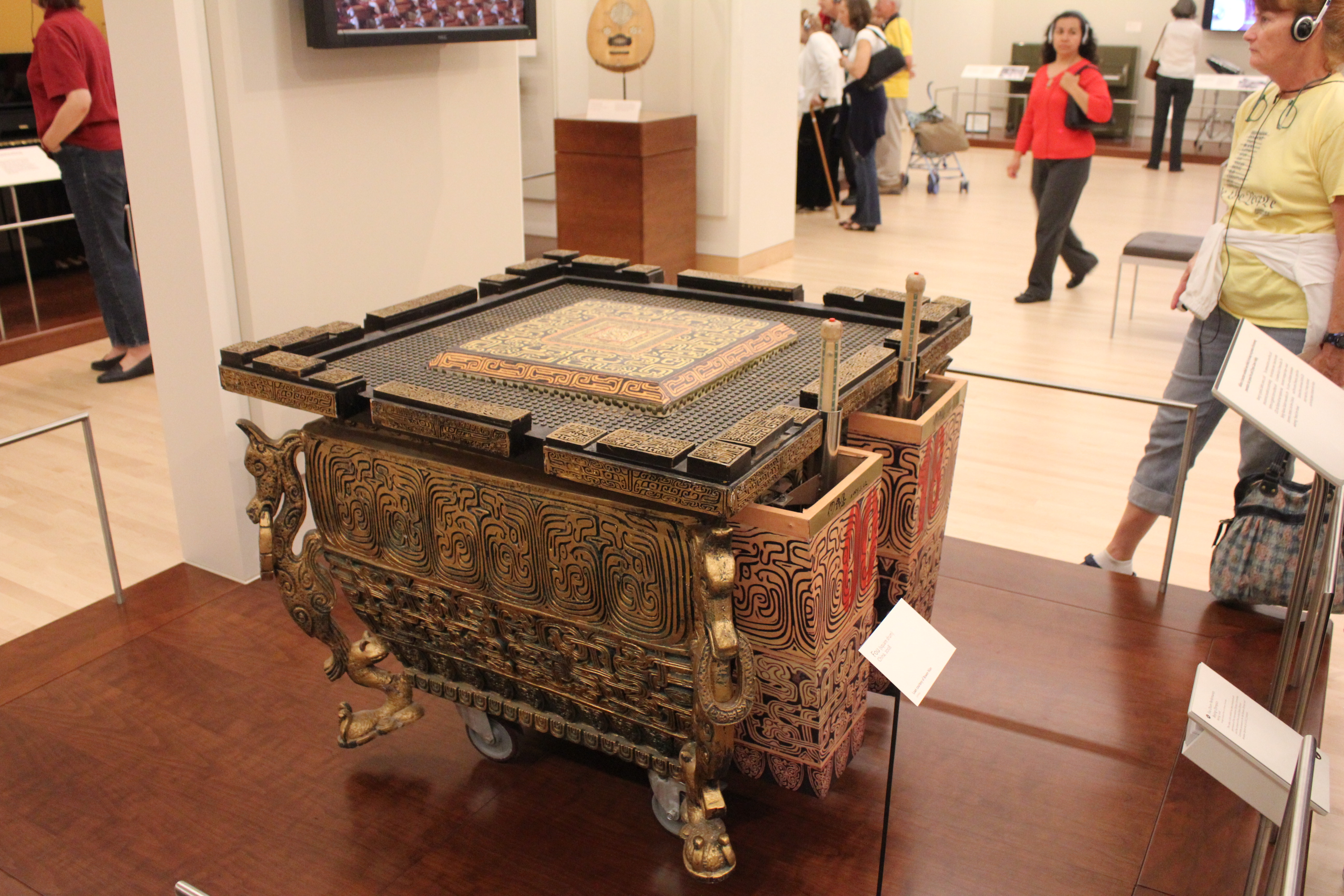
Phẫu được bày trong bảo tàng ở Bắc Kinh trước khi diễn ra lễ khai mạc Olympic 2008

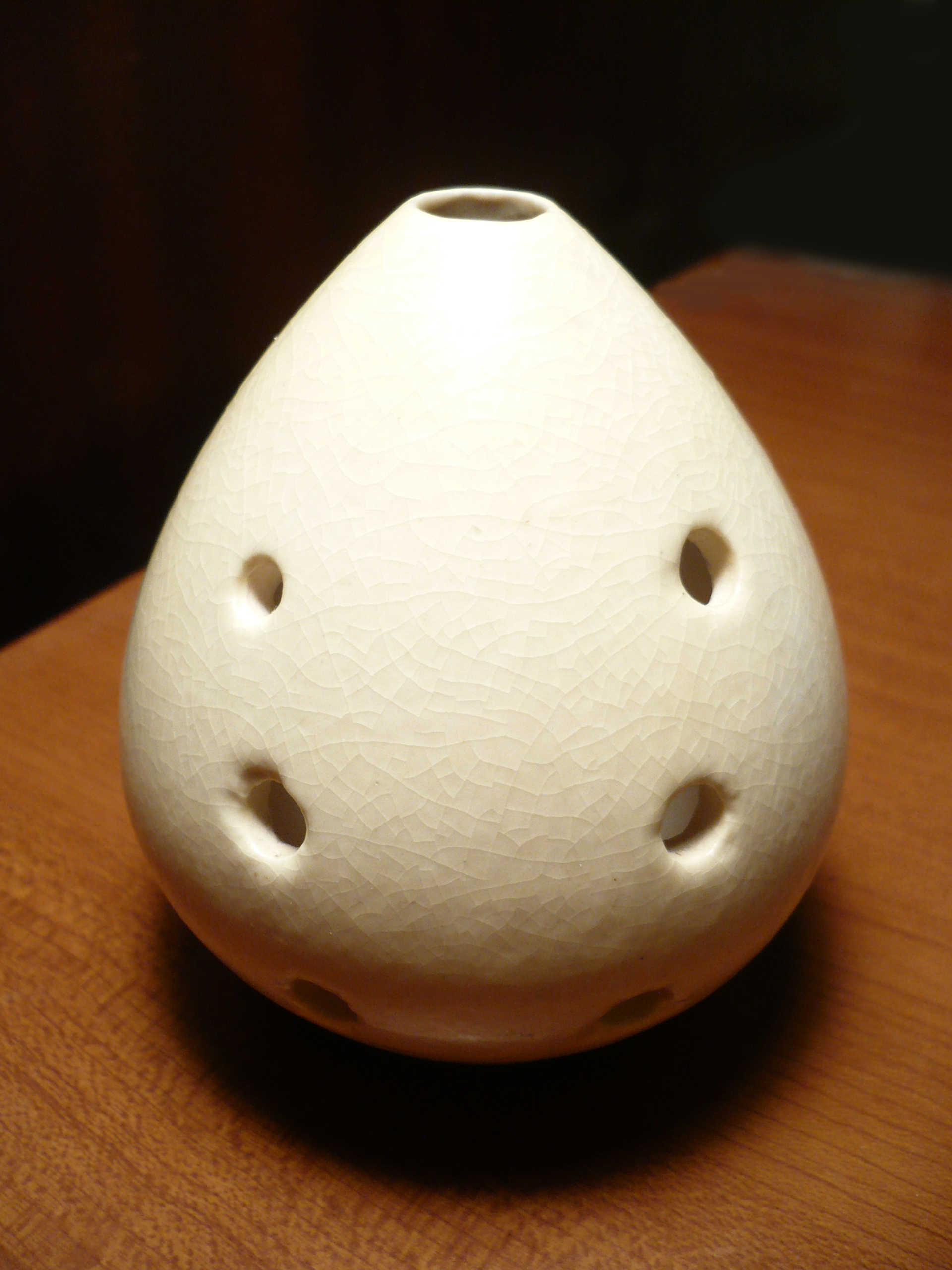
Mặt trước của huân với 6 lỗ thổi

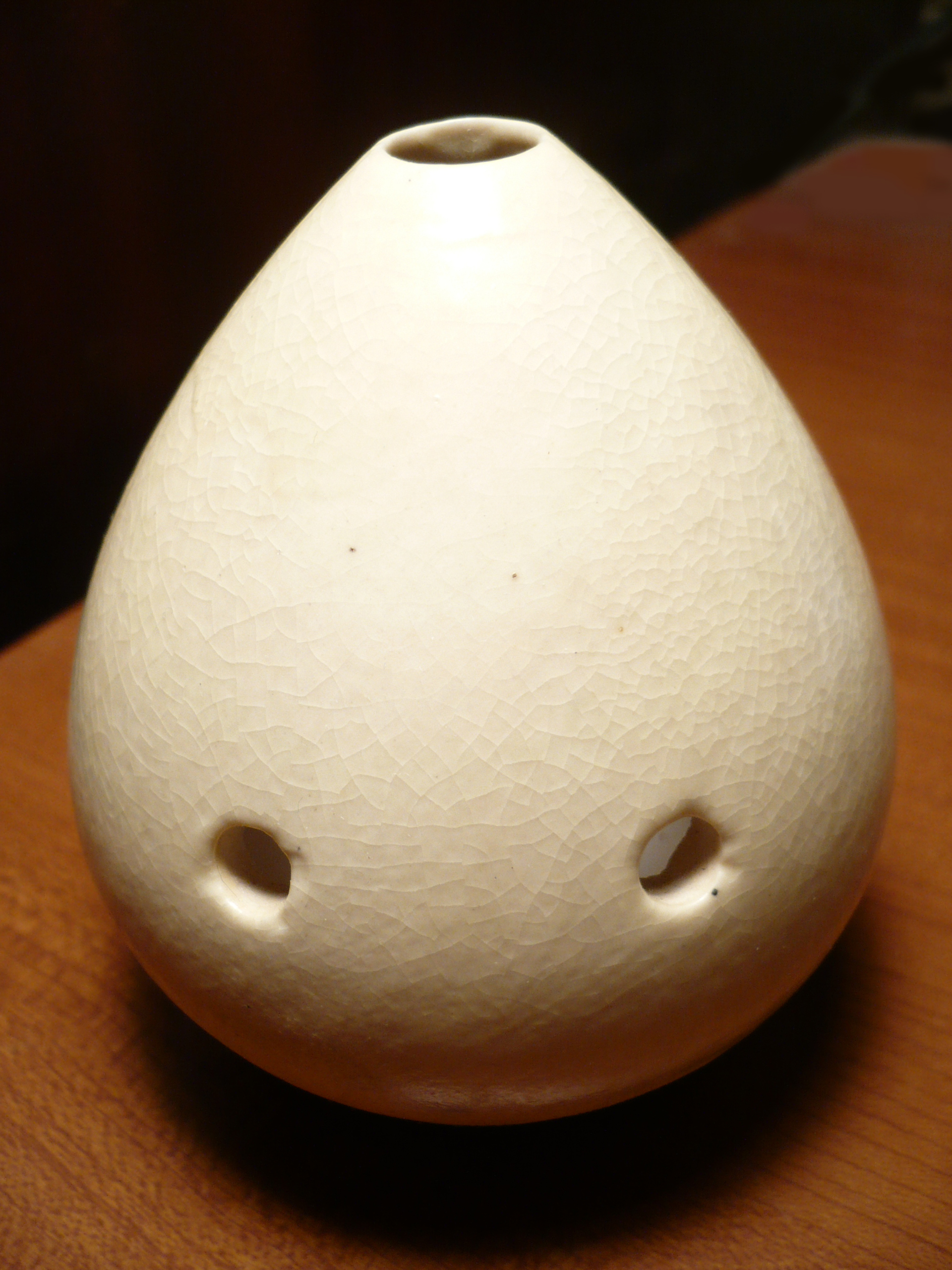
Mặt sau của huân, vỏn vẹn có 2 lỗ thổi

- Huân (cũng đọc là huyên) (tiếng Trung: 塤; bính âm: xūn): là loại sáo đất - một nhạc cụ quan trọng của Trung Quốc (nhưng có sự khác nhau với ocarina, sử dụng một ống dẫn để thổi hơi vào bên trong, trong khi huân được thổi xuyên qua rìa bên ngoài). Biến thể của nó là hồ lô huân (葫芦埙) với nhiều lỗ bấm. Loại khác là Ngưu đầu huân (牛头埙) hay còn gọi là nê oa ô (泥哇呜) hoặc nê tiêu (泥箫) của dân tộc Hồi ở Ninh Hạ, được làm bằng đất sét hoặc gốm. Hình dạng được chia thành ba loại: hình dạng đậu lăng, hình đầu trâu và hình sừng.
- Phẫu (tiếng Trung: 缶; bính âm: fǒu): là một nhạc cụ bộ gõ cổ đại của Trung Quốc bao gồm một đồ gốm hay đồng và trình diễn với một cây gậy. Nguồn gốc của nó bắt nguồn từ các triều đại Hạ hoặc nhà Ân, nơi nó được sử dụng trong âm nhạc nghi lễ. Sau này nó trở thành một nhạc cụ tiêu chuẩn trong các nghi lễ Nho giáo. Xét thấy, đúng ra thì phẫu là loại trống cổ xưa bao gồm một bình gốm hoặc một bình, lọ, chậu bằng hợp kim pha đồng đỏ, cái này được gõ bằng dùi. Phẫu có niên đại từ thời nhà Hạ hoặc nhà Thương, thời đó nó được dùng trong nhạc lễ. Về sau, Phẫu trở thành nhạc cụ chuẩn trong những dàn nhạc Nho giáo. Phẫu là nhạc cụ chưa được xác định cho tới khi người ta khám phá gần 500 nhạc cụ trong những hầm mộ của giới quí tộc ở Việt Quốc (越國) thuộc thành phố Vô Tích (無錫), tỉnh Giang Tô (江蘇). Trước lúc khai mạc Olympic mùa hè ở Bắc Kinh năm 2008, người ta đã biểu diễn loại phẫu hiện đại để chào mừng. Khoảng 2.008 nghệ sĩ trống và diễn viên múa cùng đồng diễn, đánh loại phẫu lớn hình vuông bằng những cái dùi đỏ. Những cái Phẫu này được bố trí iod phát sáng màu trắng, tạo thành hình vuông chung quanh, cho phép chúng phát ra âm thanh và cả việc phơi bày làm kinh ngạc, trong đó có những mẫu tự Trung Quốc và những hình dáng khác. Trong nhạc lễ Nho giáo Hàn Quốc, người ta chơi một nhạc cụ làm từ bình đất sét, gọi là bu (tiếng Hàn: 부). Không như phẫu Trung Quốc, bu của Hàn Quốc là một chiếc chum gốm thấp bên trong có tráng lớp đồng đỏ. Nó được chơi bằng cách gõ lên thành chum 3 hồi 9 tiếng để đánh dấu sự bắt đầu của một bản nhạc hay các lễ tế của Nho giáo. Ở Việt Nam cũng có loại phẫu tương đương với bu Hàn Quốc và dùng trong Nhã nhạc cung đình Huế thuộc dàn Đại nhạc
- Đào địch (tiếng Trung: 陶笛; bính âm: táo dí)

## Bào (匏)

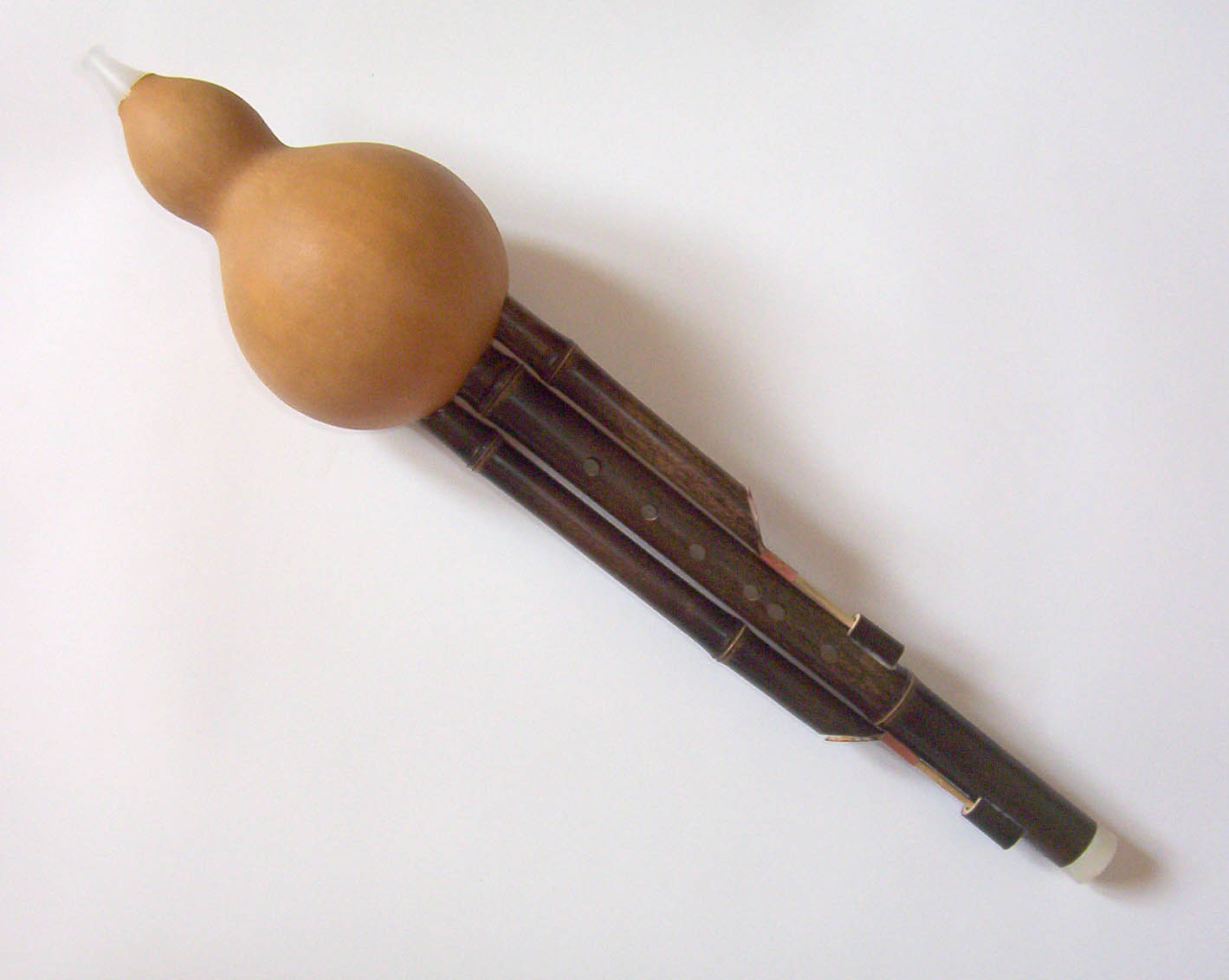
Sáo bầu- Hồ lô ty (Trung Quốc)

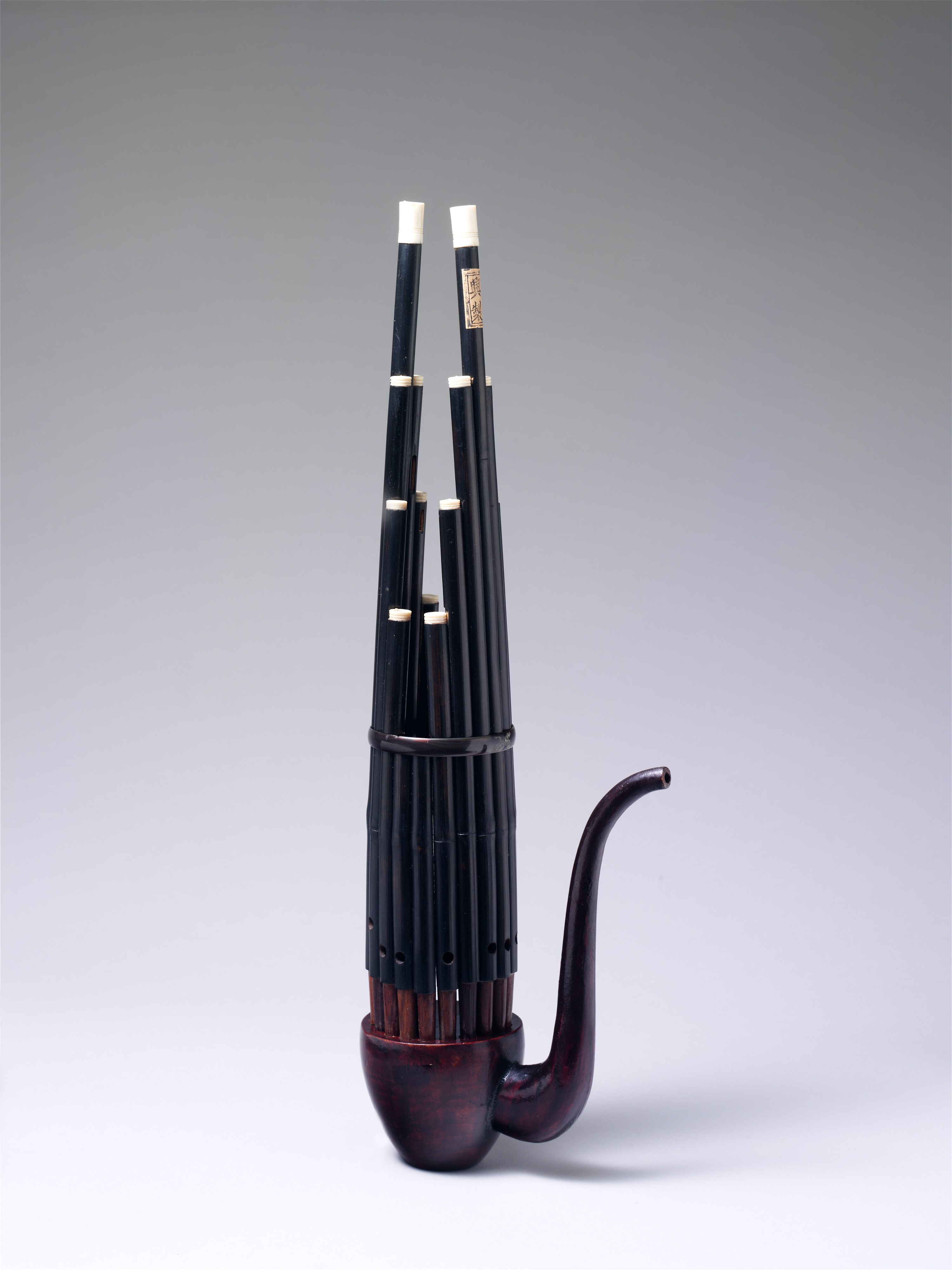
Sanh của người Trung Quốc

- Sanh (tiếng Trung: 笙; bính âm: shēng): nhạc cụ thổi bằng miệng Trung Quốc bao gồm các ống thẳng đứng. Nó là một loại khèn đa âm và được yêu thích ngày càng phổ biến như một nhạc cụ độc tấu. Đây là tiền đề cho các nước Đông Nam Á dựa vào kết cấu là nhiều ống trúc hay nứa ghép vào nhau để tạo thành nhạc cụ gọi là khèn bè. Các dân tộc miền núi Trung Quốc có một loại khèn riêng là lô sanh.

Theo truyền thống, sanh được dùng để đệm cho kèn tỏa nột hay địch tử. Nó là một trong những nhạc cụ chính trong thể loại Côn khúc (崑曲) và những hình thức nhạc kịch khác của Trung Quốc. Những dàn nhạc nhỏ ở miền bắc Trung Quốc, thí dụ như dàn nhạc gõ và hơi, cũng sử dụng sanh. Trong dàn nhạc quy mô hiện đại, người ta dùng sanh để đệm hoặc chơi giai điệu. Có thể chia loại khèn này thành hai loại:
+ Sanh truyền thống (傳統笙 chuantong sheng), được dùng trong nhạc lễ ở miền bắc Trung Quốc, thường có khoảng 17 ống, nhưng chỉ có khoảng 13 hoặc 14 ống dò (sounding pipes). Thang âm của nó chủ yếu là diatonic. Thí dụ loại sanh 17 ống (4 ống câm), sử dụng trong nhạc Jiangnan sizhu (nhạc hòa tấu ở Giang Nam) được chỉnh giọng: a′ b′ c″ c♯″ d″ e″ (2 ống), f♯″ g″ a″ b″ c♯″′ d″′ hay A4, B4, C5, C♯5, D5, E5 (2 ống), F♯5, G5, A5, B5, C♯6, D6.
+ Sanh có phím bấm, tức kiện sanh (键笙jiansheng): loại có 24 ống nửa cung và 26 ống có phím bấm phổ biến trong giữa thế kỷ 20, nhưng các kiểu hiện đại thường có 36 ống. Hiện nay, có 4 loại sanh có phím bấm chính, nằm trong nhóm giọng soprano, alto, tenor và bass. Tất cả thanh âm đều chia nửa cung, chỉnh bằng nhau:
Cao âm Sanh (高音笙 gaoyin sheng): có 36 ống với âm vực soprano từ G3 đến F#6 (lấy C trung = C4). Sử dụng khóa treble.
Trung âm Sanh (中音笙 zhongyin sheng): có 36 ống với âm vực alto từ C3 đến B5. Thấp hơn 1 quãng năm đúng so với cao âm Sanh. Nó có một dãy 12 phím màu đen, những phím này khi ấn xuống chơi tất cả 3 ống tương ứng đều cùng một nốt trong những quãng tám khác nhau. Thí dụ, ấn phím "C" đen sẽ tạo ra nốt C3, C4 và C5 phát ra cùng lúc. Sử dụng khóa treble và alto.
Thứ trung âm sanh (次中音笙cizhongyin sheng): có 36 ống với âm vực tenor từ G2 đến F#5. Thấp hơn 1 quãng tám so với cao âm Sanh. Sử dụng khóa alto hoặc treble chuyển dịch xuống 1 quãng tám. Loại sanh này có thể sử dụng như đê âm sanh.
Đê âm sanh (低音笙 diyin sheng): có 32 ống với âm vực bass từ C2 đến G4. Sử dụng khóa bass.
Loại sanh có phím bấm chỉ phát triển trong thế kỷ 20, khoảng năm 1950 về trước. Sự khác nhau giữa hai loại sanh này nằm ở bộ phận máy của chúng. Loại truyền thống có những lỗ trên các ống bấm được ép trực tiếp bằng những ngón tay của người chơi, còn loại phím bấm có các lỗ đóng và mở bằng phím bấm hoặc đòn bẩy.
- Bão sanh (抱笙 baosheng): phiên bản lớn của khèn sanh.
- Vu (tiếng Trung: 竽; bính âm: yú): loại khèn với nhiều ống tre được cố định trong một cái rương gió có thể được làm từ tre, gỗ hoặc bầu. Mỗi ống chứa một mảnh lam, cũng được làm bằng tre. Trong khi sanh được sử dụng để cung cấp các âm đồng thời hài hòa (trong phần tư và phần năm), yu được chơi trong các dòng đơn theo giai điệu. Nhạc cụ này đã được sử dụng, thường với số lượng lớn, trong các dàn nhạc của Trung Quốc cổ đại (và cũng được xuất khẩu sang Hàn Quốc và Nhật Bản) nhưng không còn được sử dụng.
- Hồ lô sanh (giản thể: 葫芦笙; phồn thể: 葫蘆笙): là một loại khèn của Trung Quốc cùng với vu, hoà và sanh. Cấu trúc gồm 6 ống trúc dài ngắn khác nhau được xếp thành 2 bè, mỗi bè 3 ống. Cắm các ống xiên qua một quả bầu khô, dùng sáp ong rừng nối lại. Khi sáp khô thì khoét các lỗ trên đầu mỗi ống. Cuống trái bầu khô làm đầu thổi. Kỹ thuật làm khèn khó vì đòi hỏi người nghệ nhân phải biết thổi, có khả năng thẩm thấu cao. Nó là nhạc cụ dân gian được một số bộ tộc sử dụng, thí dụ như người Lạp Hỗ (拉祜族), Nạp Tây(納西), Lisu và Akha. Những dân tộc này gọi hồ lô sanh bằng những tên khác nhau theo ngôn ngữ riêng của họ. Tùy theo bộ tộc, nhạc cụ này khác nhau về cấu trúc và kỹ thuật chơi. Hồ lô sanh phổ biến ở tỉnh Vân Nam và một số tỉnh khác ở miền nam Trung Quốc. Người ta còn tìm thấy chúng trong nhiều quốc gia ở Đông Á và Đông Nam Á. Ở Trung Quốc, người Lạp Hỗ gọi hồ lô sanh là naw, còn người Akha ở Vân Nam  gọi là lachi, người Lật Túc gọi là fulu), ở Campuchia nó gọi là ploy. Riêng tại Việt Nam, nó được gọi là đing năm hoặc m'buot.

- Hồ lô ty (tiếng Trung: 葫蘆絲): sáo bầu Trung Quốc nghĩa là tơ hồ lô, ý chỉ âm thanh mượt mà như sợi tơ) hay còn được gọi là sáo bầu tơ, là một loại sáo của dân tộc thiểu số Trung Quốc với nguồn gốc lâu đời từ trước công nguyên, có hình dạng một quả bầu hồ lô với phần đầu dùng để thổi, phần đáy cắm liền với 3 cây sáo ngắn: một cây thổi chính và 2 cây dùng để bè, kèm theo đó 3 miếng lưỡi gà. Thân quả bầu đóng vai trò như hộp âm của cây sáo, bên ngoài có thể được vẽ, khắc trang trí hoa văn hoặc không.

Ống sáo chính của sáo bầu có khoét 7 lỗ dùng để bấm. Hai ống phụ chỉ để tạo hoà âm. Sáo bầu có âm lượng tương đối nhỏ nhưng êm dịu.
- Bào địch (tiếng Trung: 匏笛; bính âm: Páo dí) (cũng gọi là Phúc lộc sanh)  (tiếng Trung: 福禄笙; bính âm: Fú lù shēng): Loại sáo có cấu tạo như sáo huân (huyên), người ta đục lỗ bấm vào vỏ quả bầu hồ lô, còn miệng thổi gắn bên trong lưỡi gà (lam đồng). Khi thổi sẽ có âm thanh như sáo bầu (hồ lô ty) hoặc ống sênh (khèn sanh).

## Cách (革)

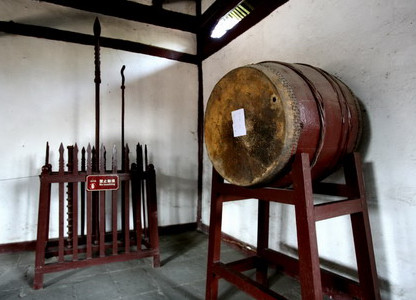
Trống trận thời Tam quốc

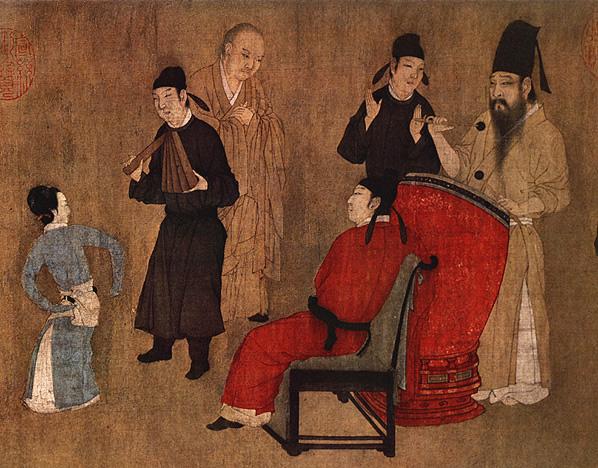
Tranh mô tả một nhạc công Trung Quốc chơi trống cho một người phụ nữ nhảy múa. Phiên bản làm lại từ thế kỷ 12 của tác phẩm tranh thế kỷ thứ 10. Tác giả: Cố Hoành Trung, đời Tống

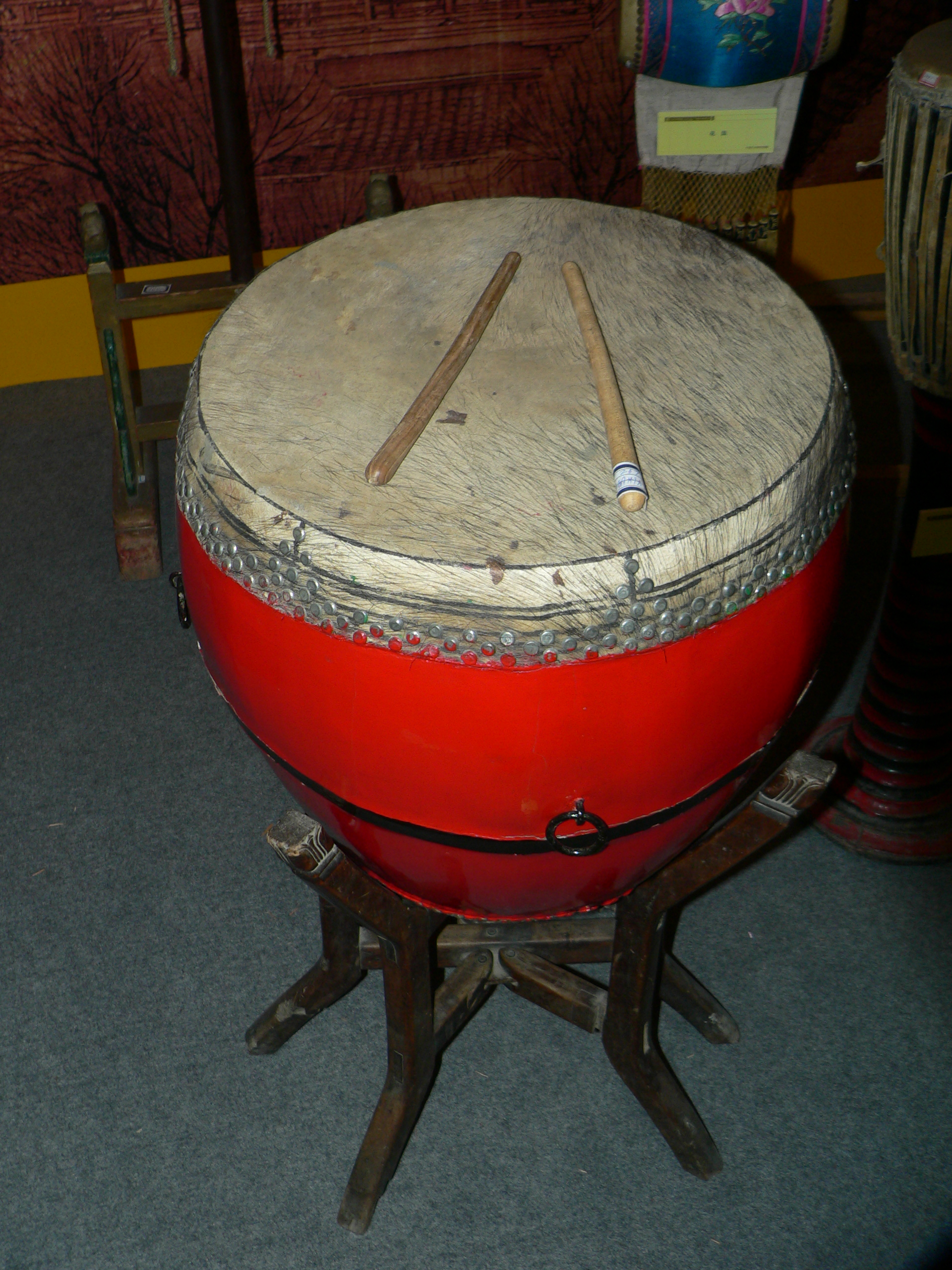
Một chiếc trống lớn (đại cổ) ở Triều Châu

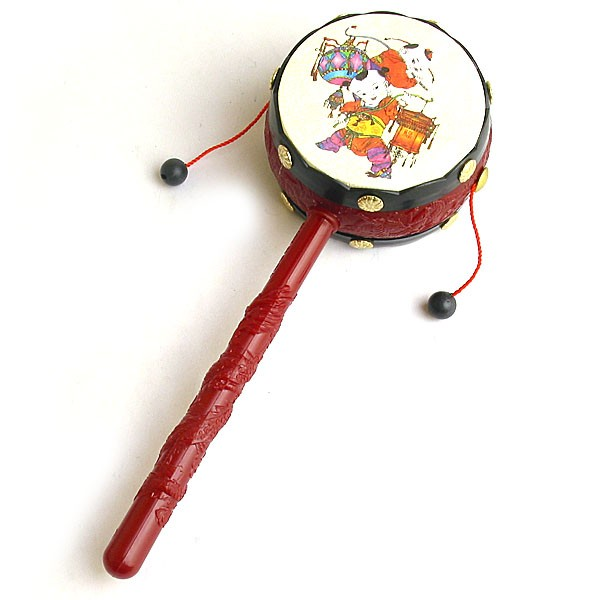
Trống lắc, đồ chơi Trung thu dành cho trẻ em

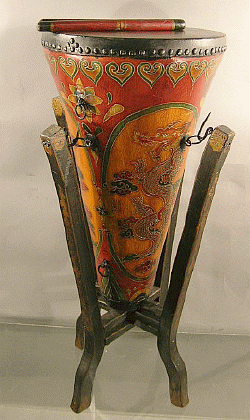
Trống bản cổ

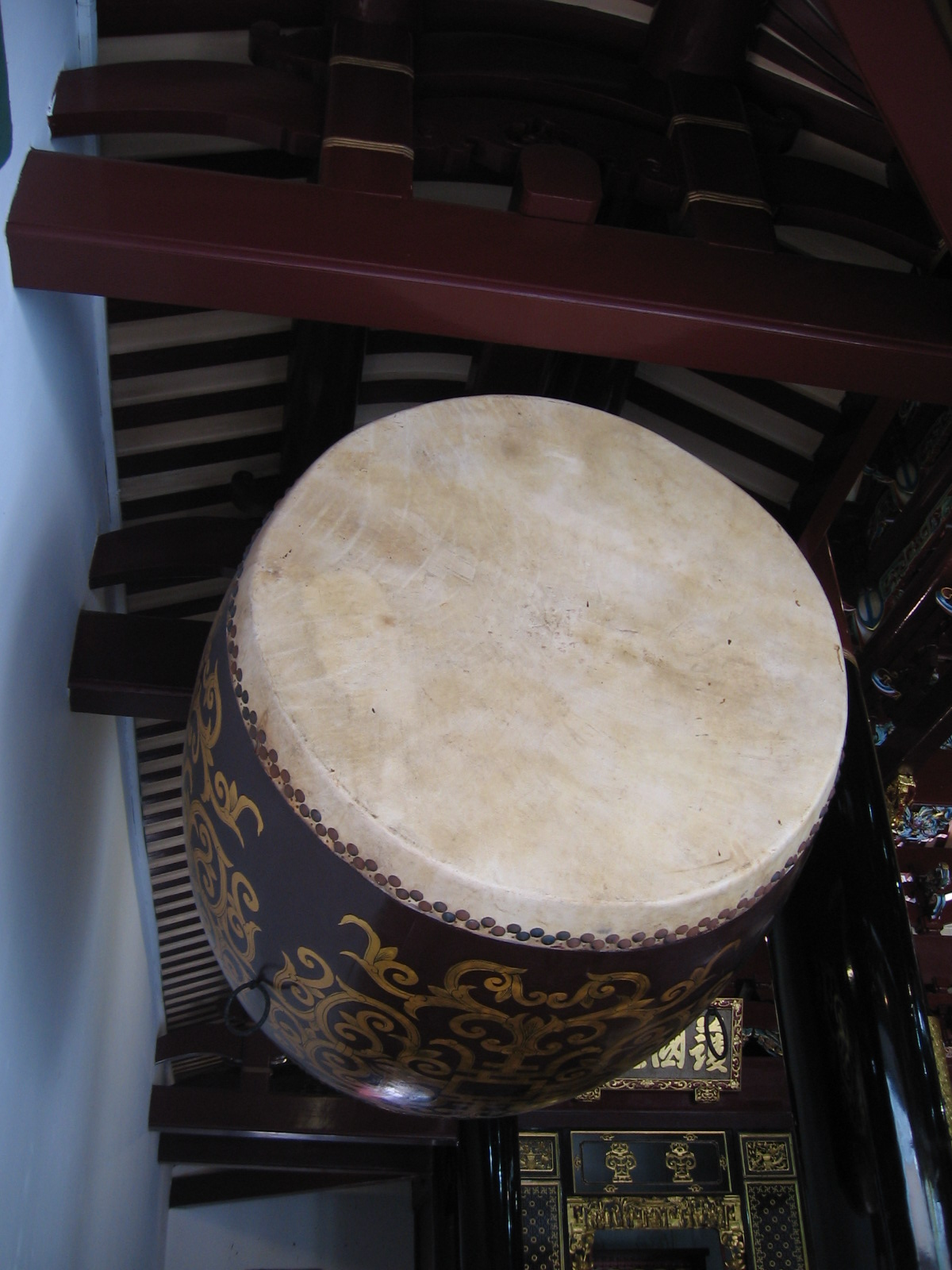
Trống đường cổ

Trống được làm từ da cá sấu được tìm thấy ở Trung Quốc, khoảng giai đoạn 5500–2350 TCN. Trong các ghi chép, trống được dùng trong các nghi lễ để tạo không khí thần thánh.
"Cách" là chữ Hán nhằm chỉ các loại trống cổ truyền của Trung Quốc, bao gồm:
- Đại cổ (大鼓): Trống lớn. Mặt trống làm bằng da cá sấu hay da trâu, bò. Nó cũng được phổ biến ở các nước Đông Á và Đông Nam Á. Điển hình như ở Triều Tiên có buk và Nhật Bản có taiko. Người Việt chúng ta cũng dùng trống trong các buổi lễ lớn, trong âm nhạc như tuồng, chèo, hát xoan,... còn Trung Quốc dùng trống trong các vũ điệu, kinh kịch hay múa lân  là dùng nhiều nhất; ngoài ra trống là thứ quen thuộc trong các trường học ở Việt Nam. Trống được dùng làm hiệu lệnh và báo giờ trong nhà trường là loại trống khá to và nặng nên thường được đặt trên giá gỗ, ở dưới mái hiên trước cửa phòng họp. Trống nằm hơi nghiêng, mặt hướng lên trên và hướng ra ngoài sân trường. Thân trống được ghép bởi những mảnh gỗ mít rộng chừng bàn tay người lớn và dài gần một mét. Hai mặt trống được bịt bằng da trâu với vô số ghim tre. Vì thân trống phình rộng như thế nên khi đánh, tiếng trống sẽ rất trầm ấm mà lại vang xa.
  - Hoa bồn cổ (花盆鼓): trống lớn hình chậu hoa chơi với hai cái dùi; cũng được gọi là cang cổ (缸鼓)
- Tượng cước cổ (象腿鼓): trống chân voi nhạc cụ gõ dân gian quan trọng của dân tộc Thái Lặc, được người Thái Lặc vô cùng yêu thích và được sử dụng rộng rãi trong hát, múa và đệm cho các vở kịch.
- Hổ tọa đại cổ (虎座大鼓): trống kích thước lớn đặt cố định dưới đế gỗ tạc hình rồng. Trống gõ bằng hai dùi và thân trống dạng dẹt
- Hổ tọa điểu giá cổ (虎座鳥架鼓): trống kích thước lớn đặt cố định trên chiếc giá đôi hình chim phượng hoàng đứng chầu hai bên. Trống gõ bằng hai dùi và thân trống dạng dẹt
- Linh cổ (鈴鼓): loại trống xúc xắc
- Kiến cổ (建鼓): một loại đại cổ được đặt trên giá đỡ theo phương nằm ngang. Thân trống đặt lên giá và người chơi gõ trống bằng 2 chiếc dùi ở tư thế đứng cầm dùi gõ vào mặt trống. Loại trống này có hình trụ khum với hai mặt trống bịt da trâu, bò có đường kính từ 50, 60 cm trở lên. Tang trống bằng gỗ
- Bản cổ (板鼓): là một trống khung Trung Quốc, khi bị đánh bằng một hoặc hai thanh tre nhỏ, tạo ra âm thanh khô sắc nét cần thiết cho tính thẩm mỹ của nhạc kịch Trung Quốc. Đánh trống ở những nơi khác nhau tạo ra âm thanh khác nhau. Nó cũng được sử dụng trong nhiều nhóm nhạc thính phòng Trung Quốc. Phần bộ gõ rất quan trọng trong kinh kịch Trung Quốc, với các cảnh chiến đấu hoặc 'võ thuật', được gọi là vũ trang
- Biển cổ (扁鼓): trống cái dạng dẹt, to và gõ bằng hai dùi. Nó có thể để lên giá đỡ hay hai bên thân trống gắn quai đeo bằng lụa
- Bài cổ (排鼓): là một bộ gồm ba đến bảy trống được điều chỉnh (trong hầu hết các trường hợp năm được sử dụng), theo truyền thống làm bằng gỗ với đầu da động vật. Nó được chơi bằng cách gõ mặt trống (và đôi khi cả phần thân) bằng dùi. Hầu hết các trống là hai mặt và có thể xoay. Cả hai bên có điều chỉnh khác nhau.
- Điểm cổ (tiếng Trung: 點鼓; bính âm: diangu), còn gọi là hoài cổ (懷鼓 huaigu): một loại trống khung hai đầu, chơi bằng một que gỗ duy nhất; sử dụng trong dàn nhạc ở tỉnh Giang Tô và đệm trong Côn khúc.
- Đường cổ (堂鼓): là một trống truyền thống của Trung Quốc từ thế kỷ 19. Nó có kích thước trung bình và hình thùng, với hai đầu làm bằng da động vật, và được chơi bằng hai cây gậy. Các tanggu thường được treo bởi bốn vòng trong một giá đỡ bằng gỗ. Trong triều đại nhà Thanh, nó được gọi là "Zhanggu". Da của nó thường được làm bằng da trâu. Cao độ và âm sắc của âm thanh được tạo ra không xác định. Nó phụ thuộc vào sức mạnh và phần nào của da trống đang bị đánh. Có hai loại là tiểu đường cổ và đại đường cổ. Sự khác biệt duy nhất là tiểu đường cổ có kích thước nhỏ hơn, và do đó tạo ra âm thanh cao hơn. Các tác phẩm của dàn nhạc sử dụng đường cổ bao gồm Bài hát của ngư dân Biển Đông và Lệnh của Đại tướng.
- Hoa cổ (花鼓): trống dẹt cỡ vừa dùng trong biểu diễn nhưng nó dùng chủ yếu với gõ chuông để tụng kinh trong đạo Phật
- Yêu cổ (腰鼓): là một nhạc cụ trống truyền thống của Trung Quốc. Nó là biểu tượng của trống Trung Quốc. Nó hiển thị các hình thức độc đáo và phong tục truyền thống. Nó được chơi trên vòng eo của mọi người, sử dụng tay vỗ hoặc gõ bằng dùi. Yêu cổ của Trung Quốc du nhập vào Việt Nam, trở thành trống cơm
- Chiến cổ (trống trận) (战鼓): Trống trận có nguồn gốc từ chiến tranh, thời cổ đại chủ yếu có tác dụng chỉ huy tác chiến và cổ vũ sỹ khí của binh lính. Binh sỹ sẽ nghe theo sự thay đổi của tiếng trống mà dàn trận, ví như có tiếng trống dành cho "tấn công" và có tiếng trống dành cho "thu quân". Đến thời cận đại, khi không còn được sử dụng làm phương tiện trong chiến tranh nữa, trống trận dần dần trở thành một hình thức nghệ thuận dân gian; nhưng nó vẫn kế thừa phong cách vốn có trong thời chiến như: khí phách hào hùng, tinh thần phấn chấn. Nó đơn giản hơn so với đường cổ và biển cổ. Khi xưa, người đánh trống trận cũng phải tự chiến đấu để vừa bảo vệ mình vừa bảo vệ tiếng trống, tín hiệu giữ nhịp trận đánh không bị ngắt quãng. Chính vì lẽ đó mà đôi dùi trống, động tác đánh trống, bộ pháp di chuyển cũng là một nghệ thuật tự vệ. Khi đánh trống trận, người đánh di chuyển hết sức linh hoạt, bất cứ bộ phận nào của thân thể cũng có thể sử dụng để đối địch. một số phim cổ trang Trung Quốc cũng có những chi tiết đánh trống trận như Thủy hử, Tam quốc chí, Tuỳ Đường diễn nghĩa,... Trống trận có tiết tấu thanh thoát, có thứ tự, cương nhu rõ ràng, là một loại đạo cụ chủ yếu thể hiện nội hàm tinh thần dân tộc Trung Quốc
- Bát giác cổ (八角鼓): có hai loại là trống lục lạc với mặt trống làm bằng da rắn. Trên thân trống có nhiều khe rãnh dùng để gắn các cặp đĩa inox song song nhau nhằm tạo ra âm thanh khi va chạm. Ngoài ra trên khung thân trống còn có chốt  bằng ốc để căng mặt trống hoặc  để làm chùng bề mặt trống. Trên thân trống có gắn những chiếc chuông nhỏ kèm theo các cặp đĩa inox. Loại thứ 2 có dạng trống dẹt cỡ vừa hình bát giác và gắn cán cầm. Người chơi cầm cán và dùi gõ vào mặt trống.
- Bột tề cổ (荸薺鼓): trống dẹt và rất nhỏ, chơi bằng một dùi và nó sử dụng trong Giang Nam ti trúc
- Ương ca cổ (秧歌鼓): loại trống khẩu dẹt cỡ vừa mắc dây đeo bằng lụa vào hai bên thân trống. Khi chơi gõ dùi vào mặt trống. Ngoài dùng để độc tấu hay hoà tấu ra thì nó còn dùng cho những điệu múa dân gian
- Bác phụ (搏拊): trống có hình dạng như yêu cổ, thân thuôn dài nhưng cơx trống lớn lơn và đặt trên giá gỗ theo phương nằm ngang. Nó có từ thời nhà Tấn
- Yết cổ (trống phong yêu) (羯鼓): trống có dạng đồng hồ cát; phần giữa nhỏ thắt lại, hai đầu là mặt trống tròn, căng và phần được gõ bằng dùi trống làm bằng thanh tre vót mỏng. Nó cũng được du nhập vào Triều Tiên là Janggu và Kakko ở Nhật Bản
- Đào (鼗) hay đào cổ (鼗鼓): Chúng có hai đầu (một trống đơn hai đầu hoặc hai trống một đầu bán cầu được nối với nhau với các đầu hướng ra ngoài), có thể được truy nguyên từ thời Chiến Quốc
  - Bát lang cổ (拨浪鼓): Chiếc trống lắc tay hẳn là đã không còn xa lạ với bao thế hệ trẻ em Trung Quốc, Việt Nam cũng như trẻ em tại các khu người Hoa trên thế giới. Nhất là mỗi độ Trung Thu về hay các ngày lễ Tết, những chiếc trống lắc tay lại được bày bán ở các cửa hàng đồ chơi trẻ em, phục vụ nhu cầu mua sắm cũng như vui chơi của trẻ. Nó được phát minh ra từ 3500 năm trước bởi nhà Ân. Người ta dùi thủng 3 lỗ của thân trống, trong đó 2 lỗ bên phải và trái được xỏ dây có gắn hạt nhựa có lỗ xâu; lỗ dưới thân trống gắn cán cầm và thân trống sẽ để trơn hay khắc hoa văn rồng phượng. Mặt trống 2 bên bằng da mỏng từ động vật hay giấy dầu (giấy chuyên làm ô truyền thống) chống rách và có vẽ tranh truyền thống Trung Quốc như hình hoa lá hay những đứa trẻ tóc ba chỏm mặc yếm. Khi chơi, trẻ em sẽ cầm cán trống, lắc từ trái qua phải mạnh tay và liên tục bởi hạt nhựa gắn trên dây đập vào mặt trống tạo cảm giác vui tai. Nó cũng được du nhập vào Nhật Bản và người Nhật gọi là Den-den Daiko
- Thái bình cổ (太平鼓 taiping gu): loại trống bằng có cán; còn gọi là đan cổ (單鼓 dangu).
- Thư cổ (書鼓): trống phổ biến trên khắp cả nước, dành riêng cho các bản đệm trống khác nhau dùng trong kinh kịch. Khung trống được làm bằng gỗ căm xe, hai mặt phủ da bò hoặc da cừu, các mép của mặt da được đóng đinh trống cố định. Các thông số kỹ thuật khác nhau về kích thước, với đầu trống lớn hơn có đường kính 30 cm và chiều cao khung trống là 8 cm; đầu trống nhỏ hơn có đường kính 22 cm và chiều cao khung trống là 6 cm. Loại trống này có từ thời Bắc Ngụy.
- Đà cổ (鼍鼓): một loại trống từng được sử dụng ở Trung Quốc thời đồ đá mới với thân trống được làm từ đất sét và mặt trống làm bằng da cá sấu.

## Các nhạc cụ khác
- Cốt địch (骨笛) - một loại sáo cổ làm bằng xương.
- Lô sanh (giản thể: 芦笙; phồn thể: 蘆笙; bính âm: lúshēng)
- Khẩu huyền (口弦)
- Mộc diệp (木叶): kèn lá của một số dân tộc Trung Quốc. Nó cũng được gọi là diệp địch (葉笛)
- Thủy tinh địch (水晶笛) - loại sáo trong như pha lê
- Hải loa (海螺) - tù và bằng vỏ ốc
- Lợi liệt (唎咧) - nhạc cụ thổi với một lỗ hình nón được chơi bởi người Lê ở đảo Hải Nam
- Thụ bì hào (树皮号; nghĩa đen là "sừng vỏ cây"): một loại tù và truyền thống được làm từ vỏ cây cuộn lại, được sử dụng bởi người Động của Huyện tự trị dân tộc Động Tân Hoảng, tây Hoài Hóa, tây trung tâm tỉnh Hồ Nam, gần biên giới với tỉnh Quý Châu. Nhạc cụ này, cũng được sử dụng bởi các nhóm dân tộc Thổ Gia và H'mông ở khu vực này của tỉnh Hồ Nam, được tạo ra bằng cách đốn một cây bào đồng non, sau đó dùng dao sắc, từ từ bóc vỏ mỏng của nó thành một dải dài và uốn lượn có chiều rộng vài inch. Sau đó, dải vỏ cây này được cuộn chặt lại để tạo ra một ống hình nón dài được thổi từ đầu hẹp với một đường viền có tiếng vo ve, theo cách của một chiếc sừng.

## Nhạc cụ dân tộc
| Nhạc cụ                                                               | Hình | Nhóm dân tộc |
| --------------------------------------------------------------------- | ---- | --- |
| Trống khung                                                           |      | Trống khung được sử dụng bởi các nhóm dân tộc trên khắp Trung Quốc. Kiểu dáng của chiếc trống trong hình chủ yếu được sử dụng bởi người Mông Cổ, Tungus và Turk. |
| Miêu địch hay Miêu tộc địch (tiếng Trung: 苗族笛; bính âm: miáozú dí) |      | Một loại sáo do người Miêu chơi |

## Bối cảnh chơi
Nhạc cụ Trung Quốc được chơi độc tấu, tập thể trong các dàn nhạc lớn (như trong triều đình cũ) hoặc trong các nhóm nhỏ hơn (trong các quán trà hoặc các buổi tụ họp công cộng). Thông thường, không có nhạc trưởng trong âm nhạc truyền thống Trung Quốc, cũng không sử dụng bất kỳ bản nhạc hoặc ký hiệu nào trong buổi biểu diễn. Âm nhạc thường được học bằng cách nghe và được nhạc công ghi nhớ trước, sau đó chơi mà không cần sự trợ giúp. Tính đến thế kỷ 20, bản nhạc đã trở nên phổ biến hơn, cũng như việc sử dụng nhạc trưởng trong các nhóm nhạc lớn hơn theo kiểu dàn nhạc.

## Nhạc cụ được sử dụng vào những năm 1800
Những bức tranh minh họa màu nước này được thực hiện tại Trung Quốc vào những năm 1800, cho thấy một số loại nhạc cụ đang được chơi:

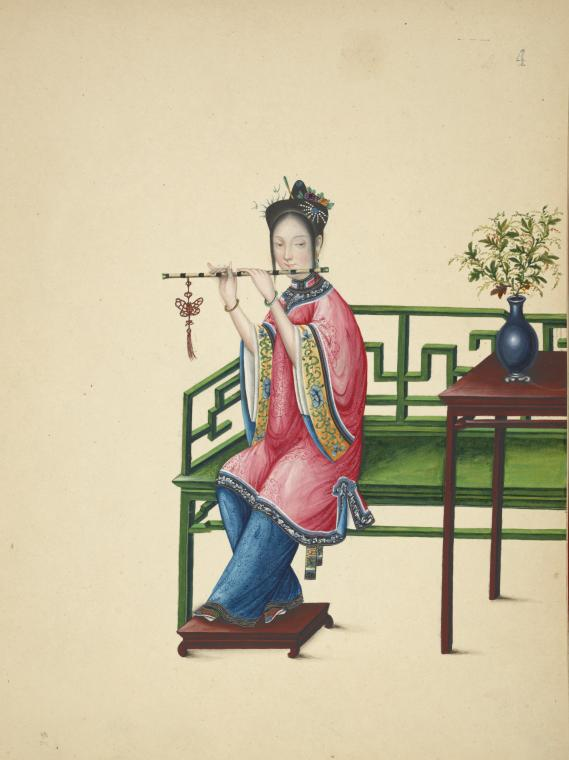
Người phụ nữ chơi dizi.
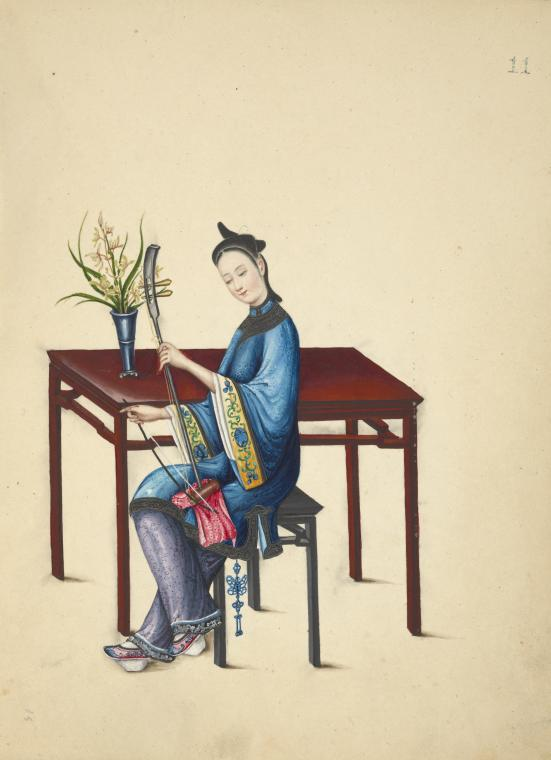
Người phụ nữ đang chơi đàn jinghu.
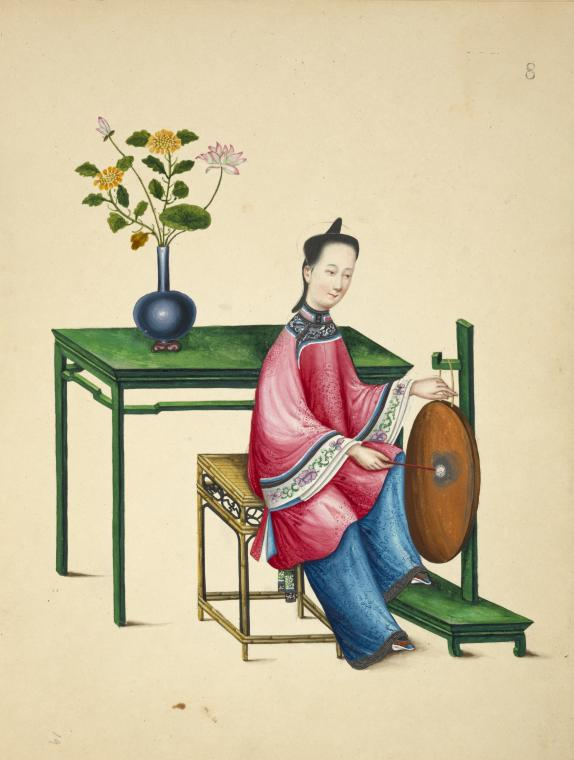
Người phụ nữ đang chơi đàn luo.
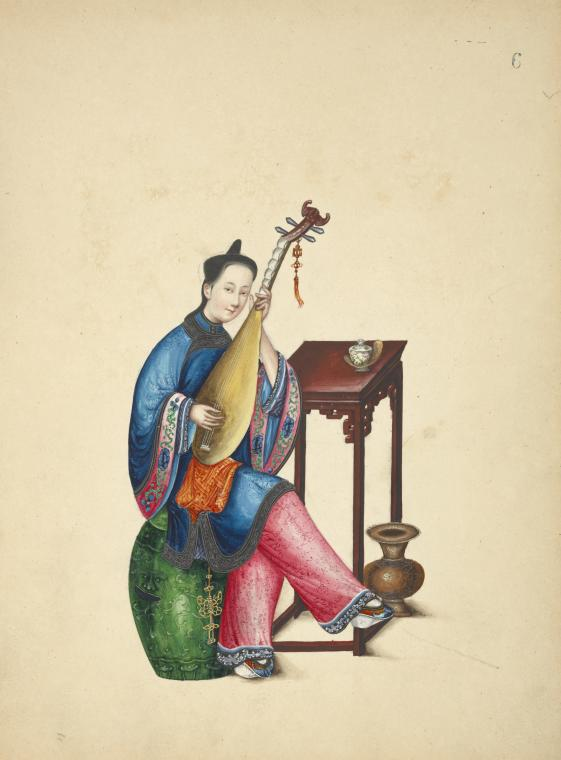
Người phụ nữ đang chơi đàn tỳ bà.
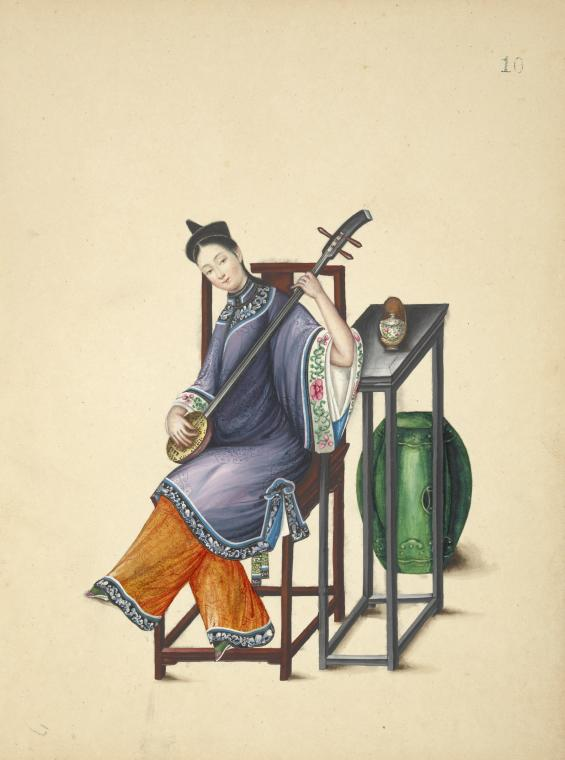
Người phụ nữ chơi đàn sanxian.
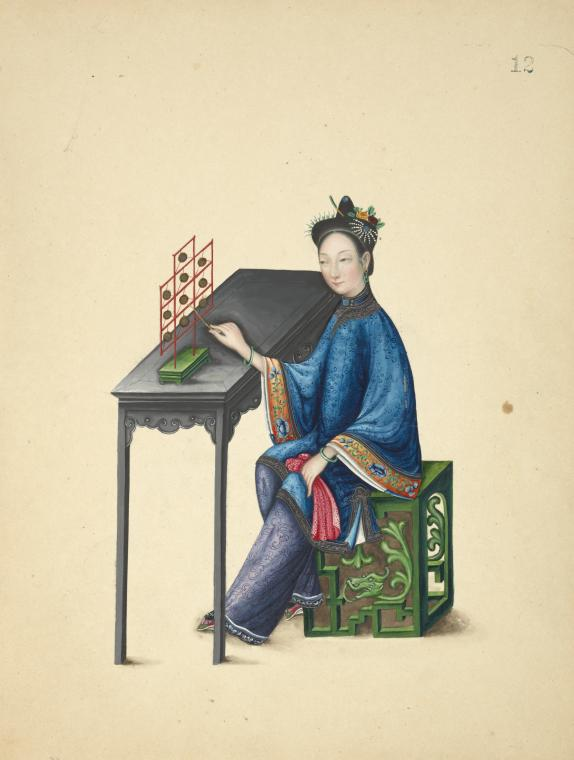
Người phụ nữ chơi yunluo.
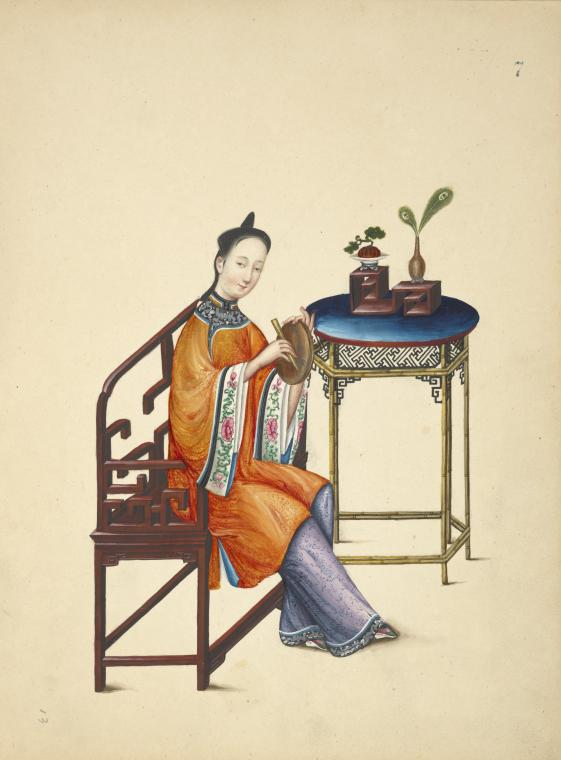
Người phụ nữ đang chơi đàn tiểu lạc.
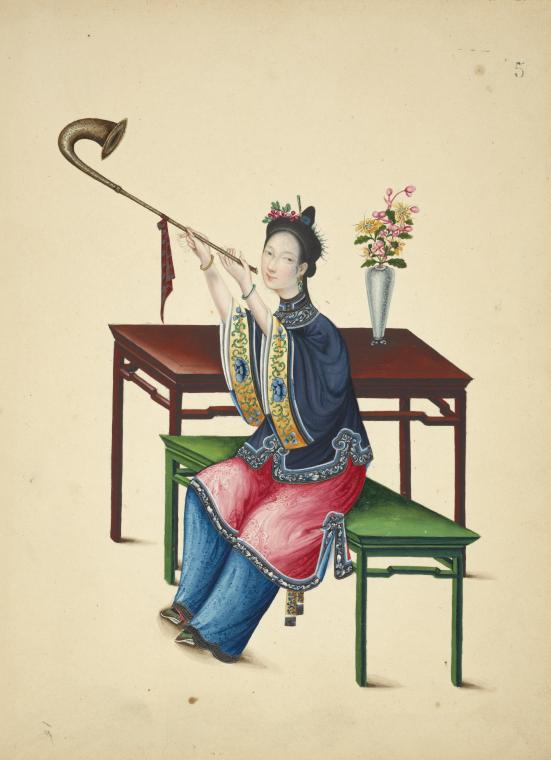
Người phụ nữ đang chơi đàn haotou.
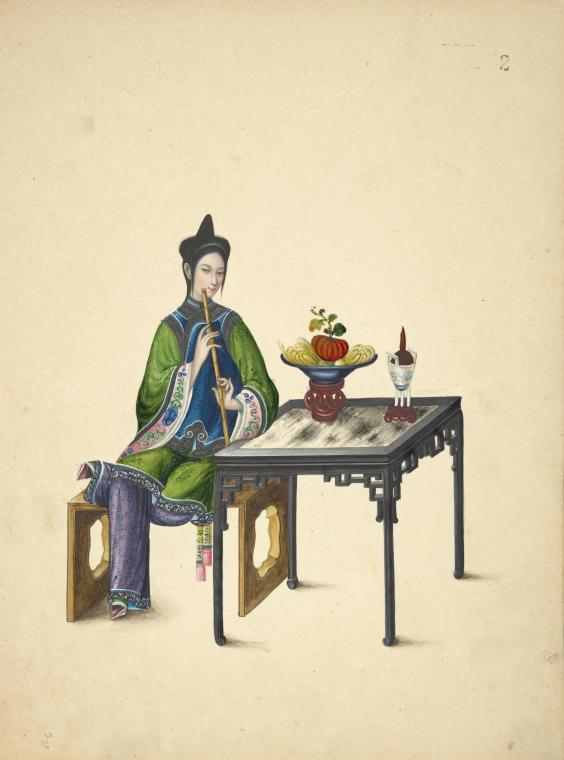
Người phụ nữ đang thổi tiêu (sáo).
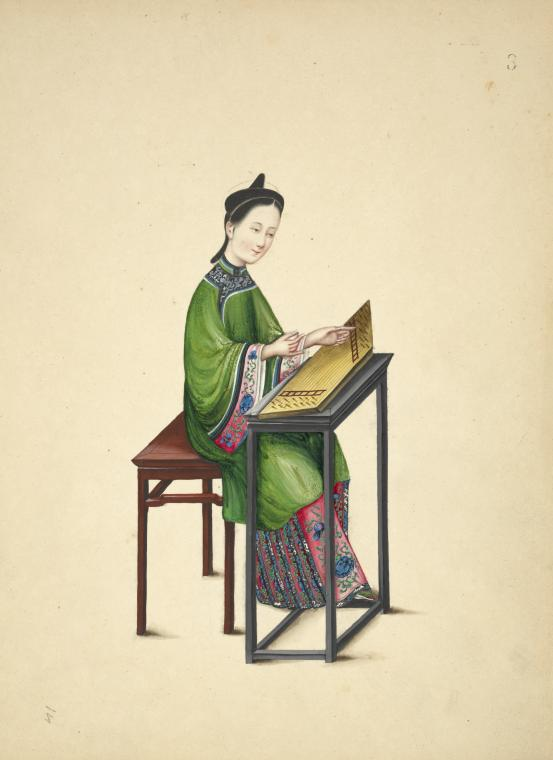
Người phụ nữ đang chơi một loại nhạc cụ trông giống như đàn dương cầm hoặc một loại đàn giống đàn hạc.